# Розпад СРСР
Ро́зпад СРСР — процеси системної дезінтеграції, що відбувалися в державі, суспільстві, народному господарстві, соціальній структурі, громадській і політичній сфері Радянського Союзу, що призвели до припинення існування СРСР 26 грудня 1991 року. Розпад СРСР привів до незалежності 15 республік СРСР і появи їх на світовій політичній арені як самостійних держав.
Розпад Радянського Союзу в останнє десятиріччя XX ст. є завершенням не лише 70-літньої історії багатонаціональної комуністичної імперії, а й фіналом понад 400-літньої історії поліетнічної Російської імперії. Розпад СРСР не варто зводити лише до кризи соціалістичної системи, не враховуючи спадщини Російської імперії. Він є частиною загального процесу зникнення поліетнічних імперій та їх розщеплення на національні держави, прикладом чого в Європі стали Османська та Габсбурзька імперії в XIX і на початку XX ст., а на неєвропейських територіях — деколонізація. Жовтнева революція та радянська влада всього лише відтягнули розпад Російської імперії на декілька десятиліть.
Розпад СРСР призвів до незалежності 15 республік СРСР і появи їх на світовій політичній арені як самостійних держав.
Після холодної війни декілька колишніх радянських республік зберегли тісні зв’язки з Російською Федерацією та створили багатосторонні організації, такі як ОДКБ, СНД, Євразійське економічне співтовариство, Союзна держава, Євразійський митний союз та Євразійський економічний союз, для економічного та військового співробітництва. З іншого боку, балтійські країни та більшість колишніх держав Варшавського договору стали частиною Європейського Союзу та приєдналися до НАТО, тоді як деякі інші колишні радянські республіки, такі як Україна, Грузія та Молдова, публічно висловлювали зацікавленість у тому, щоб йти тим самим шляхом з 1990-х років.

## Передісторія
У 1922 році, на момент свого створення, Радянський Союз успадкував більшу частину території, багатонаціональну і поліконфесійну структуру Російської імперії. З колишніх територій Російської імперії незалежність, протягом 1917—1921 років, здобули Фінляндія, Польща, Україна,  Литва, Латвія, Естонія і Тува, а Бессарабія була об'єднана з Румунією. Протягом 1939—1946 рр. більша частина з них була анексована СРСР та загарбані деякі нові території: див. Вторгнення СРСР до Польщі, приєднання Прибалтики, приєднання Тувинської Народної Республіки, приєднання Бессарабії та Північної Буковини, північної частини Східної Пруссії, відвоювання Південного Сахаліну й південних островів Курильської гряди.
Як одна з країн-переможиць у Другій світовій війні, Радянський Союз,— за її підсумками та на підставі міжнародних договорів,— закріпив за собою право володіти і розпоряджатися величезними територіями в Європі і Азії, отримав доступ до колосальних природних і людських ресурсів. Країна вийшла з кровопролитної війни з економікою адміністративно-командного типу, переважна частина якої працювала на військово-промисловий комплекс. У сфері впливу СРСР перебували країни так званого Східного блоку, 1949 року була створена Рада Економічної Взаємодопомоги.
Завдяки жорсткому контролю за етно-національними групами, впровадженню в масову свідомість пропагандистських гасел «непорушної дружби і братерства народів» вдалося звести до мінімуму кількість міжнаціональних (етнічних) конфліктів. В Конституції СРСР проголошувалась єдина, «нова історична спільність» — «радянський народ».
 До 80-х років минулого століття про міжнаціональні конфлікти в СРСР привселюдно нічого не говорилося. Вважалося, що в нашій країні національне питання вирішене остаточно. І треба визнати, що великих відкритих міжнаціональних конфліктів не було. На побутовому рівні існували міжнаціональні антипатії і тертя, а також скоювалися злочини на цьому ґрунті. Однак останні ніколи окремо не враховувалися і не відстежувалися —   М. М. Шарафулін: «Міжнаціональні конфлікти: причини, типологія, шляхи вирішення» .
В середині і наприкінці 1980-х років, з початком перебудови, гласності і демократизації характер протестів і масових виступів змінюється.
СРСР складали союзні республіки, які за Конституцією вважалися суверенними державами; за кожною з яких Конституцією закріплювалося право виходу зі складу СРСР, але в законодавстві були відсутні правові норми, що регулювали процедуру цього виходу. Лише в квітні 1990 року був прийнятий відповідний закон, який передбачав можливість виходу союзної республіки з СРСР після реалізації досить складних і важко здійсненних процедур.

## Причини розпаду

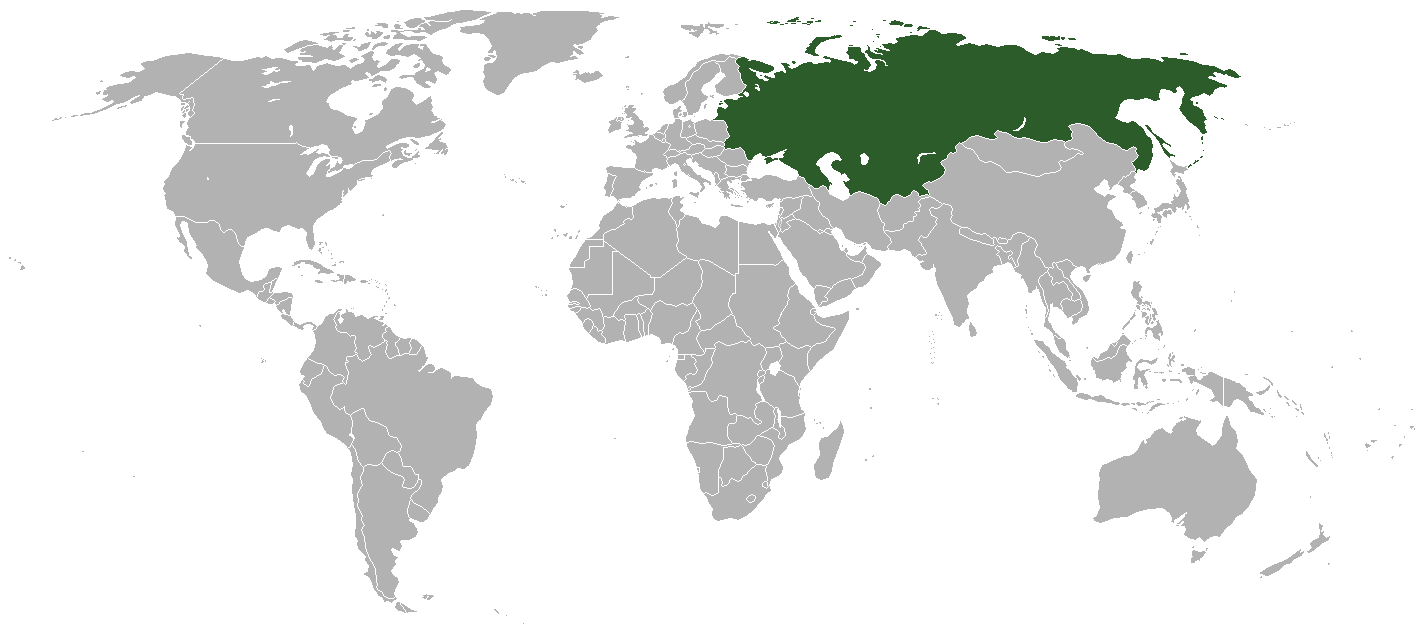
СРСР на мапі світу

Сьогодні серед істориків немає єдиного погляду на те, що стало основною причиною розпаду СРСР, а також на те, чи можливо було запобігти процесу розпаду СРСР. Серед можливих причин називають як внутрішні, так і зовнішньополітичні чинники:
- етнічна, культурна та цивілізаційна різнорідність складових частин СРСР;
- колоніальна імперська внутрішня політика «центру» та повернення більшовицько-комуністичного Кремля до «миколаївської системи» правління; придушення залишків місцевої національної «автономії»;
- «номенклатурна» модель російського політичного класу, застій та кадрова деградація радянської політичної еліти; бюрократизація управління; застарілий маразматичний «ареопаг» Політбюро ЦК КПРС, що повністю втратив авторитет в суспільстві;
- уніфікований тоталітарний та авторитарний характер радянської політичної системи. Позбавлення населення елементарних громадянських прав і свобод, гоніння на церкву, переслідування свободи думки і слова, примусовий колективізм, панування однієї ідеології, ізоляціонізм, цензура;
- нерівномірність промислово-господарського розвитку всередині країни, зростаюче економічне, технологічне та наукове зовнішнє відставання від постіндустріальних країн Заходу та залежність від імпорту звідти (як високотехнологічних товарів, так і елементарного продуктів харчування — хліба). Хронічне відставання у рівні життя від розвинених країн Заходу;
- «подвійна» та «потрійна» зайнятість населення — вдень на виробництві, а ввечері, у вихідні та свята — на присадибній ділянці, на городі. Вимушене ведення натурального господарства та його значна доля в ВНП «індустріального» СРСР;
- неадекватність та неефективність соціалістичної («нетоварної» та «безвалютної») моделі централізованої «планової економіки»; її стагнація; приховувана залежність країни від нафтогазової «труби»; неконвертованість радянської «валюти» та штучний курс рубля;
- непропорційно велика частка споживання ВНП невиробничими сферами (центральний партійний та держапарат, армія, КДБ); новий та більш коштовний виток холодної війни та перегонів озброєнь;
- заборона та відсутність приватної ініціативи, підприємництва; переслідування економічно активних людей з боку закону та органів ВБРСВ (рос. ОБХСС МВД);
- збагачення «еліти», наявність «закритих» систем розподілу; корупція правлячого класу зверху-донизу. Збагачення компартійного чиновництва на фоні стагнації економіки «соціалістичної» моделі та відносного збіднення населення в 1980-х роках;
- Хронічний дефіцит товарів масового споживання при плановій економіці «соціалізму», масова та системна корупція правлячого класу;
- «будівництво соціалізму та комунізму у всьому світі» — фінансування та військова підтримка диктаторських та маріонеткових прорадянських та антиамериканських режимів;
- криза ідеології комунізму, програш Радянським Союзом «мирного змагання з Заходом» в ідеологічній сфері та пропаганді (глушіння «Ворожих голосів», тощо);
- зовнішня військова експансія та інтервенція в Афганістані (1979—1989 рр.);
- техногенні катастрофи — в першу чергу Чорнобильська катастрофа, яка поставила питання про виживання трьох слов'янських народів. А також інші катастрофи (авіакатастрофи, крах «Адмірала Нахімова», вибухи газу тощо), що стали широковідомими, незважаючи на цензуру та приховування інформації про них урядом;
- ініційоване американським урядом зниження світових цін на нафту, що похитнуло основне валютне джерело СРСР та «соціалістичне» господарство СРСР в цілому.

Насіння майбутнього розпаду СРСР було посіяне під час його найбільшого військово-політичного тріумфу — під час і після Другої світової війни. Політика «інтернаціоналізму», як його розуміла московська влада, тобто надмірна експансія, сприяла розпаду Радянського Союзу так само, як експансія розвалила свого часу імперську Росію:
- у 1939—1940 роках «совіти» приєднали балтійські держави і східну Польщу;
- після 1944 року вони насадили радянську систему в раніше незалежних державах Центральної і Східної Європи, що опинилися під радянським контролем наприкінці Другої світової війни; у цих країнах радянська система розглядалася як форма російського домінування.

Початком розпаду Радянського Союзу могли бути перші ознаки розпаду єдності комуністичного світу: конфлікт Й. Сталіна з Й. Тіто і відлучення Югославії були початком, а конфлікт із Китаєм став наступною, значно важливішою подією цього плану. Розрив між Москвою й Пекіном мав виняткове геополітичне значення.
Але вирішального ідеологічного удару радянському домінуванню у Східній Європі завдала Польща. Робітничими страйками у Познані (1956), Гданську (1970), Радомі (1976) і у Гданську (1980), і зародженням багатомільйонного руху «Солідарність», польські робітники підірвали найголовніший міф радянського комунізму — міф начебто створеної ним «пролетарської держави».
За словами Єгора Гайдара:
|  | «Дата краху СРСР … вона добре відома. Це, звичайно, ніякі не Біловезькі угоди, це не серпневі події, це 13 вересня 1985. Це день, коли міністр нафти Саудівської Аравії Ямані сказав, що Саудівська Аравія припиняє політику стримування видобутку нафти, і починає відновлювати свою частку на ринку нафти. Після чого, протягом наступних 6 місяців, видобуток нафти Саудівською Аравією збільшився в 3,5 рази. Після чого ціни впали. Там можна дивитися по місяцях — в 6,1 рази. Моноцентризм ухвалення рішень (тільки в Москві), що призводило до неефективності та втрати часу; Афганська війна, холодна війна, безперервна фінансова допомога країнам соціалістичного табору (соцтабору), розвиток ВПК на шкоду іншим сферам економіки розоряли бюджет»). |

Після візиту президента США Річарда Ніксона (1972) до СРСР, у закритому листі ЦК КПРС до партійних комітетів зазначалося, що Р. Ніксон вказував на кризовий стан тогочасної економіки СРСР.
Можливий розпад СРСР був передбачений радянськими економістами на початку 1980-х років. Так, академік АН СРСР Тигран Хачатуров у 1981 році оцінив тенденції розвитку економіки СРСР як такі, що мали призвести до розпаду СРСР, а у 1988 визначив, що роки застою призвели до середньорічних економічних втрат більших, ніж під час німецько-радянської війни.
Можливий розпад СРСР був передбачений західними фахівцями по СРСР (Елен д'Анкосс. «Розколота імперія», 1978 р.) та радянськими дисидентами (Андрій Амальрік. «Чи проіснує Радянський Союз до 1984 року?», 1969 р.). А. Д. Сахаров бачив вихід в оновленні Союзу і розробив Проєкт Конституції Союзу Радянських Республік Європи та Азії.
Можливість розпаду СРСР також підтверджувалась і результатами математичного моделювання, так, такий прогноз був розроблений керівником Управління загального аналізу Пентагону Ендрю Маршаллом.
Декларація прав народів Росії закладала як розпад Російської імперії, на підставі т.з. «права на самовизначення», так і розпад СРСР, на підставі параду суверенітетів.

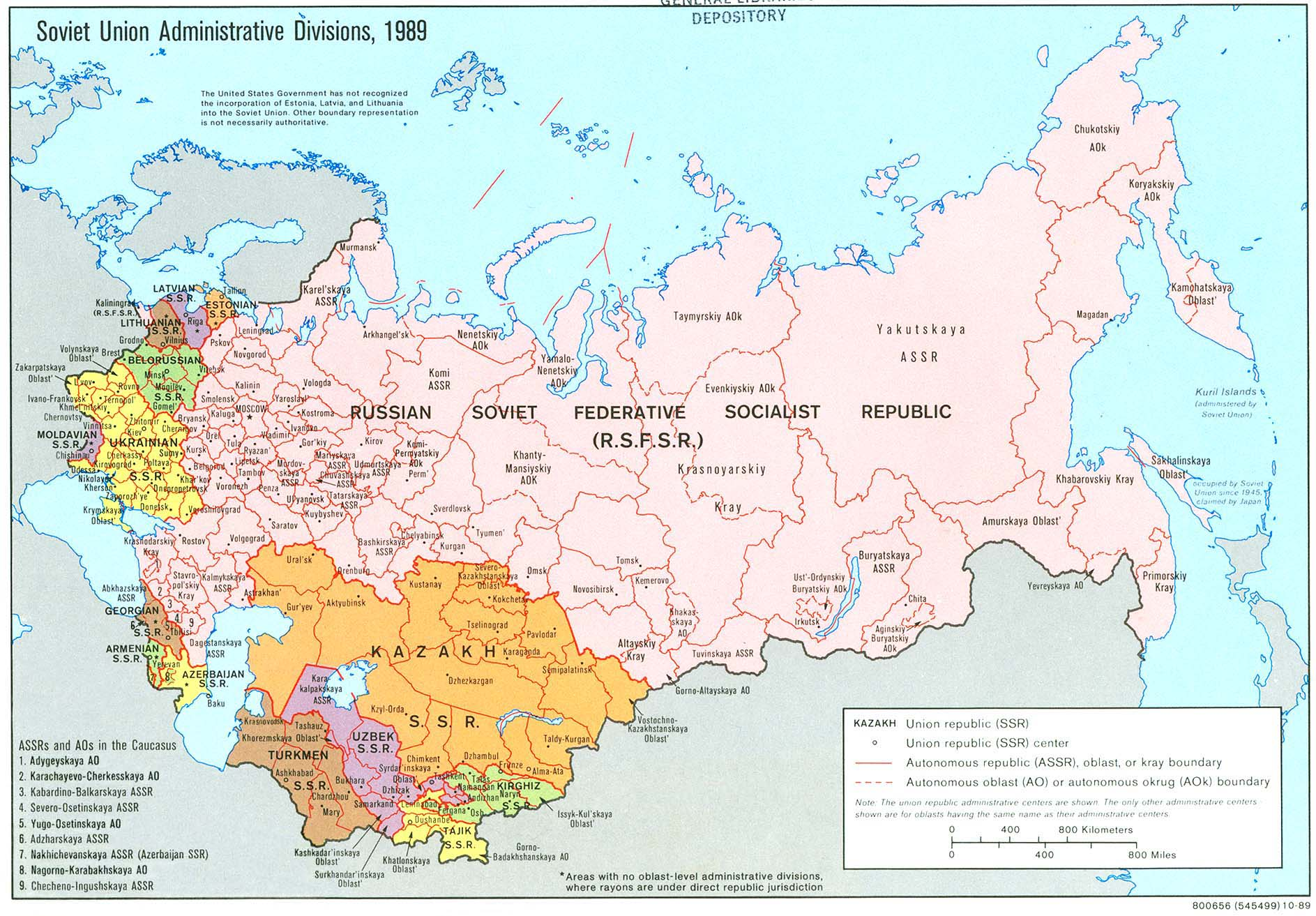
Адміністративна карта СРСР 1989 року

## Хід подій

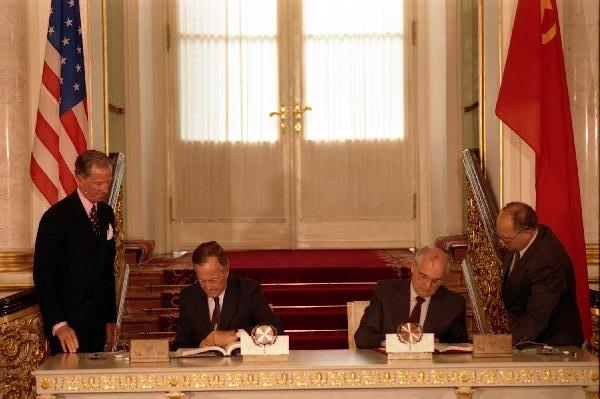
Джордж Буш й Михайло Горбачов. Момент підписання договору СНО-I. 31 липня 1991 року.

У 1985 році Генеральний секретар ЦК КПРС Михайло Горбачов і його соратники по партії оголосили про нову програму ідеології і старт реалізації пакету реформ під загальною назвою Перебудова. Внаслідок чого різко зросла політична активність народу, сформувалися масові, в тому числі радикальні і національні об'єднання і організації. Спроби реформування системи управління призвели до поглиблення кризи в країні.
Розпад СРСР відбувався на тлі загального економічного і зовнішньополітичного спаду. У 1989 році, вперше було офіційно оголошено про початок економічної кризи в СРСР (зростання економіки змінюється падінням).
У період 1989—1991 років доходить до максимуму головна проблема радянської економіки — хронічний товарний дефіцит, з вільного продажу зникають практично всі основні товари, крім хліба. Майже у всіх регіонах країни вводиться нормоване постачання в формі талонів.
У 1991 році вперше зафіксована демографічна криза (перевищення смертності над народжуваністю).
Проведення політики «відмови від втручання у внутрішні справи інших країн» спричинило масове падіння прорадянських комуністичних режимів в Східній Європі.
9 грудня 1990 року, в Польщі приходить до влади колишній лідер профспілки «Солідарність» Лех Валенса. 29 грудня 1989 року, в Чехословаччині — колишній дисидент Вацлав Гавел. В Румунії комуністичний уряд було зміщено силою, а президент країни Ніколає Чаушеску разом з дружиною розстріляні за вироком трибуналу. Радянська сфера впливу в Європі переживає фактичний колапс.

### Міжнаціональні конфлікти
На території СРСР розгорається ряд міжнаціональних конфліктів. Першим проявом напруженості в період Перебудови стали події в Казахстані. 16 грудня 1986 року в Алма-Аті відбулася демонстрація протесту після того, як вранці того ж дня, Пленум ЦК Компартії Казахстану відправив на пенсію багаторічного партійного лідера республіки Дінмухамеда Кунаєва і «одноголосно обрав» на його місце — Геннадія Колбіна, який працював до цього першим секретарем Ульяновського обкому КПРС. Демонстрація була придушена внутрішніми військами. Ці події відомі в Казахстані як «Грудневе повстання», також Желтоксан (каз. Желтоқсан — грудень).
Пізніше, грудневі виступи стали офіційно оцінюватися в Казахстані як подія, «що стало початком розпаду тоталітарної системи, імпульсом до вирішення питання щодо державної незалежності Казахстану». Учасники цих подій були повністю реабілітовані, постраждалим в ході придушення заворушень була надана певна соціальна допомога. Деяким з них надано житло. У 2006 році на центральній площі Алма-Ати було зведено пам'ятник «На честь незалежності», присвячений «Желтоксану».
У червні 1989 року спалахнули міжетнічні зіткнення в Новому Узені між казахами і вихідцями з Кавказу, для придушення яких були задіяні бронетранспортери, танки, бойові вертольоти та інша військова техніка. 15 й 16 липня в Сухумі відбулися зіткнення між грузинами і абхазами.
Найбільшою гостротою вирізнявся карабаський конфлікт, який розгорівся в 1988 році. Відбулись взаємні етнічні чистки, що привело до втечі вірмен з Азербайджану і азербайджанців з курдами-мусульманами з Вірменії. У 1989 році Верховна Рада Вірменської РСР оголошує про приєднання Нагірного Карабаху. Влітку того ж року Вірменська РСР вводить блокаду Нахічеванської АРСР, а Народний Фронт Азербайджану як відповідь оголошує економічну блокаду всієї Вірменії. У квітні 1991 року між двома радянськими республіками фактично починається війна.
Відбуваються заворушення в Ферганській долині, де змішано проживають кілька народів. В кінці травня 1989 року в Ферганській області Узбецької РСР загострилися відносини між узбеками і турками-месхетинцями. У червні того ж року там зафіксовано погроми і вбивства турків-месхетинців, що стало причиною масової евакуації турків-месхетинців з республіки.
У перших числах травня 1990 року, в узбецькому Андижані проходять погроми, ініційовані групою радикальних футбольних фанатів після незапланованого скасування матчу між командами «Спартак» (Андижан) і «Пахтакор» (Ташкент). Були розграбовані, зруйновані і спалені квартири і будинки «багатих бухарських євреїв і багатих вірмен», знищений павільйон з продажу прохолодних напоїв і майстерня по ремонту взуття. За медичною допомогою звернулися 44 людини, 13 були госпіталізовані, двоє перебували в тяжкому стані.
Через місяць на території Киргизької РСР вибухнули міжетнічні зіткнення, відомі як «Ошська різанина» (1990).
13—20 січня 1990 року в місті Баку, пройшли заворушення, що супроводжувалися масовим насильством щодо вірменського населення, — грабунками, вбивствами, підпалами і знищенням майна.
Рішення про реабілітацію депортованих в 1930-1940-х роках народів, призводить до наростання напруги в низці регіонів, зокрема, в Криму — між кримськими татарами, українцями та росіянами. В Пригородному районі Північної Осетії, — між осетинами та інгушами.
На тлі загальної кризи в РРФСР росте популярність демократів на чолі з Борисом Єльциним, що мали максимальну підтримку в Москві та Ленінграді.

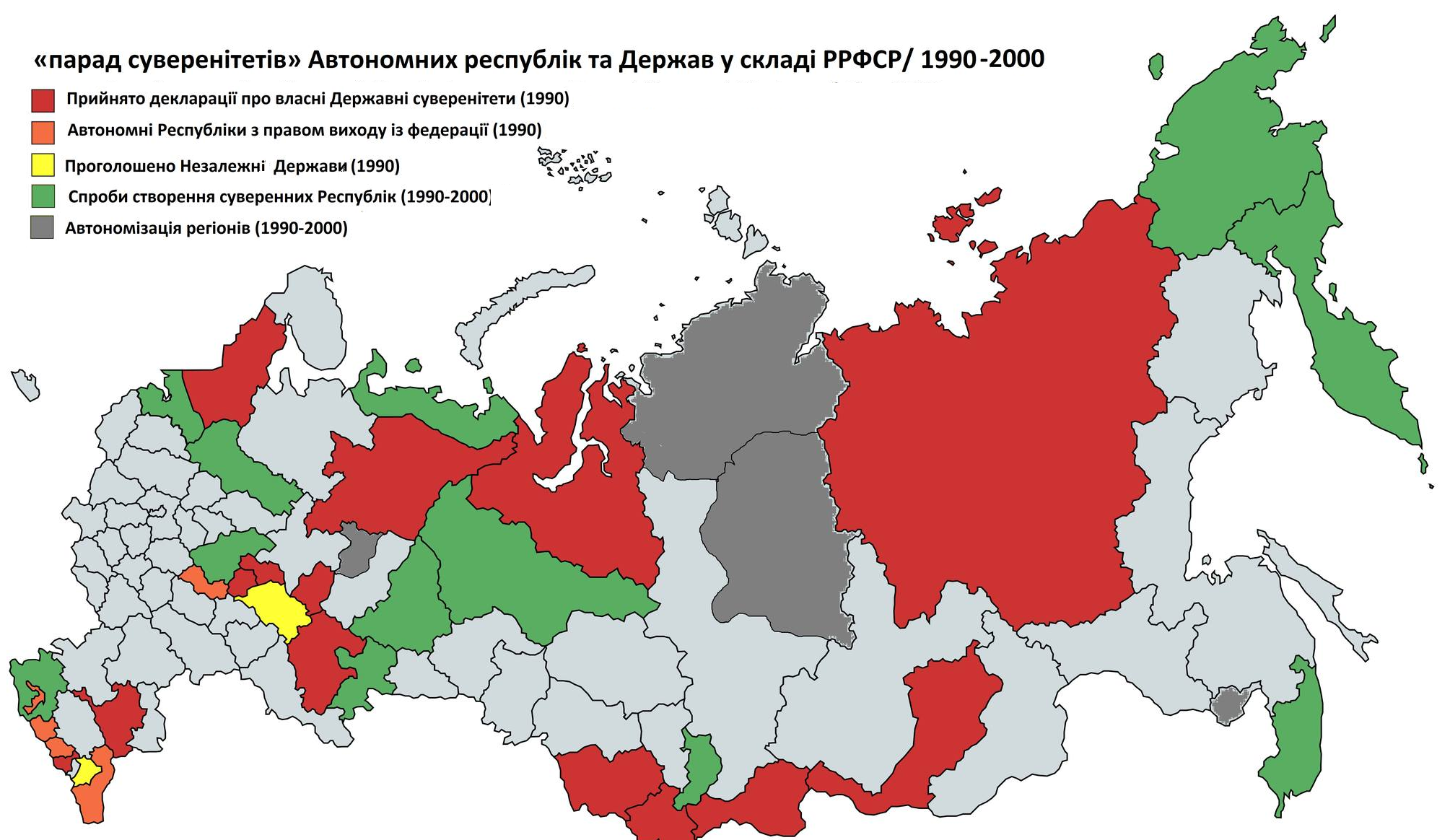
карта "параду суверенітетів" в РРФСР- РФ (1990-2000)

### Рух в республіках за вихід зі складу СРСР і «парад суверенітетів»
див > Парад суверенітетів
7 лютого 1990 Центральний Комітет КПРС оголосив про ослаблення монополії на владу, протягом декількох тижнів пройшли перші конкурентні вибори. Значну частину місць в парламентах союзних республік отримали національно-демократичні сили.
Протягом 1990—1991 років відбувся «Парад суверенітетів», в ході якого всі союзні (однією з перших була РРФСР) і багато автономних республік прийняли Декларації про суверенітет, в яких оскаржили пріоритет загальносоюзних законів над республіканськими, чим розпочали «війну законів». Також ними були вжиті заходи з контролю над місцевими економіками, включаючи відмови сплачувати податки в союзний і федеральний російський бюджети. Ці конфлікти перерізали багато економічних зв'язків, що ще більше погіршило економічне становище в СРСР.
Першою територією СРСР, що оголосила незалежність в січні 1990 року у відповідь на бакинські події, була Нахічеванська АРСР. До серпневого путчу оголосили про незалежність п'ять союзних республік (Литва, Латвія, Естонія, Вірменія і Грузія), про відмову вступати в заплановану федерацію (Союз Суверенних Держав) і перехід до незалежності оголосила  Молдова.
В Казахстані, було організовано рух мета якого отримання незалежності. 
В Татарстані виник рух за незалежність  — партія «Іттіфак» Фаузі Байрамової яка з 1989 року виступала за незалежність Татарстану.
В Азербайджані виник азербайджанський Народний Фронт. 
Відразу після подій Серпневого путчу незалежність проголосили майже всі союзні республіки, які залишились, а також кілька автономних поза Росією, частина з яких пізніше стали невизнаними державами.

### Процес відокремлення балтійських республік
Боротьба Балтійських країн за незалежність з одного боку зустрічала деякий опір з боку Союзного центру, але з іншого боку знаходила і широку підтримку в перебудовної РРФСР.

#### Литва

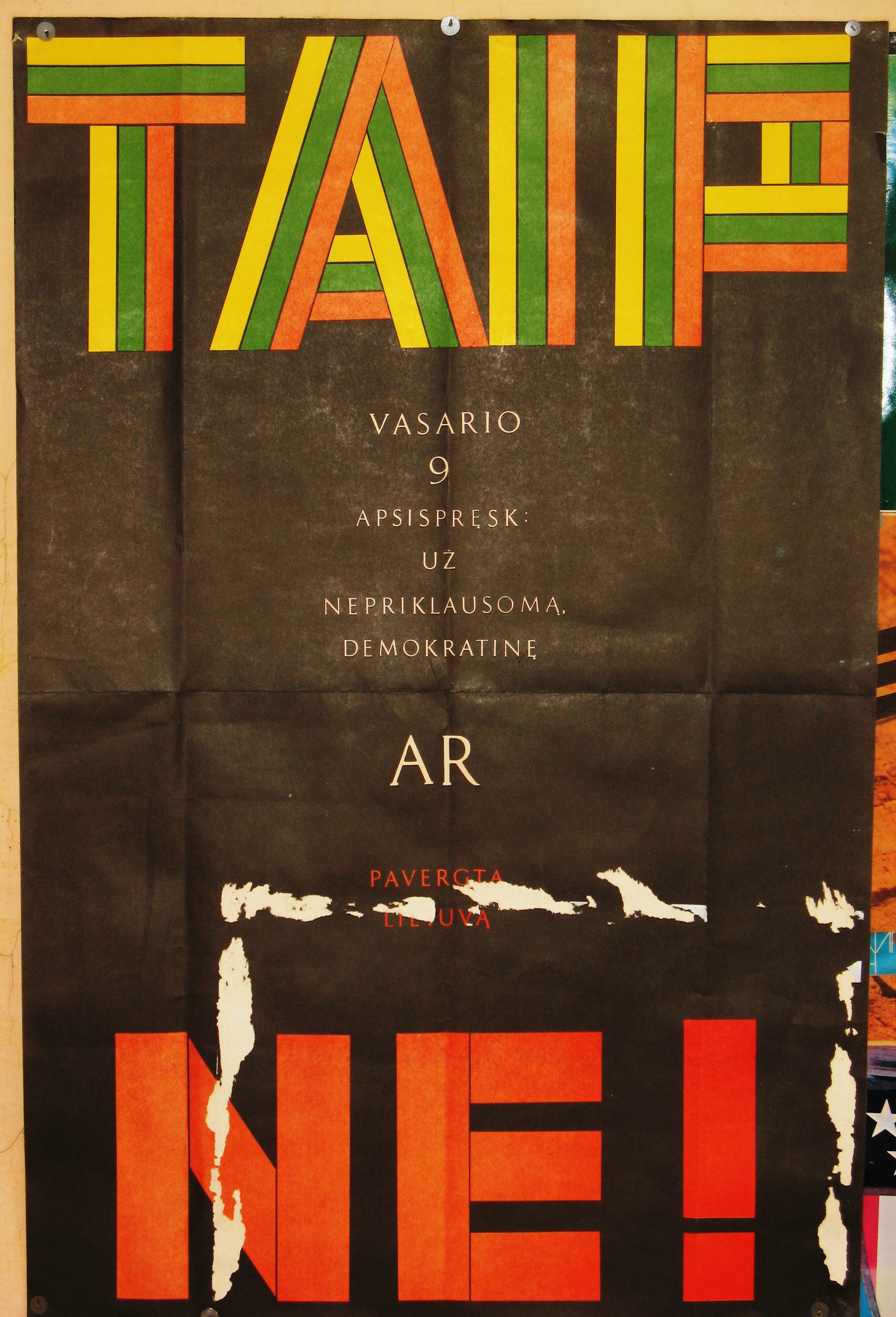
Плакат Саюдісу (лютий 1990): ТАК — демократичній Литві (кольори прапора), НІ — в'язниці СРСР (кольори прапора). Надрукований тиражем 10 тисяч за державні кошти

3 червня 1988 року в Литовській РСР було засновано рух «на підтримку перебудови» Саюдіс, який спочатку негласно, а потім відкрито ставив собі за мету вихід зі складу СРСР і відновлення незалежної Литовської держави. Організація проводила багатотисячні мітинги і вела активну роботу з пропаганди своїх ідей. У січні 1990 року візит Горбачова у Вільнюс зібрав на вулицях міста величезну кількість прихильників незалежності (хоча формально йшлося про автономію і про «розширення повноважень в складі СРСР»), чисельністю до 250 тис. осіб.

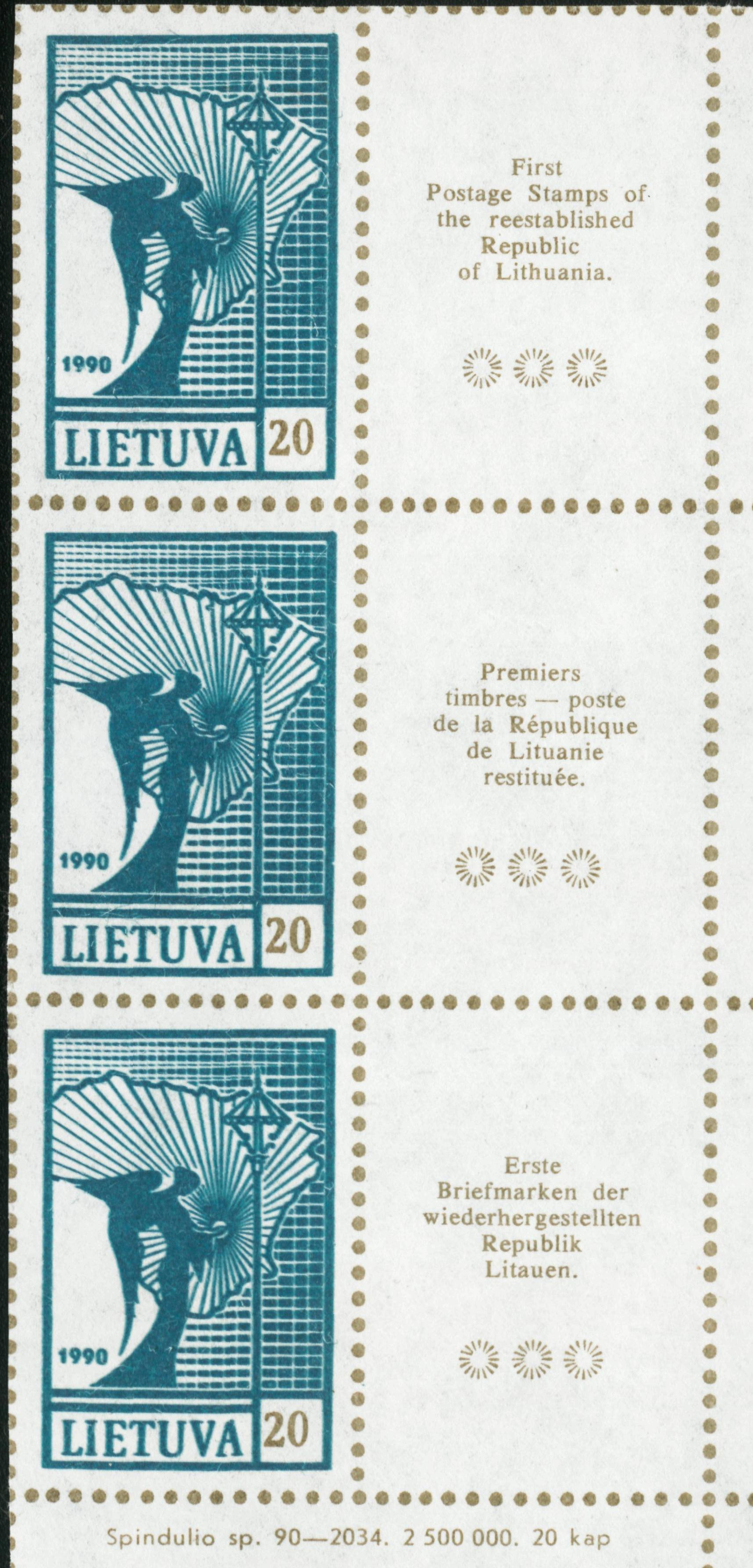
Перші марки «відновленої Литовської республіки» («підпільні»). Купони трьома мовами. 1990. Тираж: марки — 30 мільйонів, кожного різновиду купона — 1,875 млн прим.

У ніч на 11 березня 1990 року Верховна Рада Литовської РСР на чолі з Вітаутасом Ландсберґісом проголосила незалежність Литви. На території республіки було припинено дію Конституції СРСР і відновлено дію литовської конституції 1938 року. Таким чином, Литва стала першою з союзних республік, що оголосила незалежність, і однією з п'яти, які зробили це до серпневих подій і ДКНС.
Незалежність Литви тоді не була визнана ні центральним урядом СРСР, ні іншими країнами (крім Ісландії). У відповідь на це радянським урядом в середині 1990 року була зроблена економічна блокада Литви, а пізніше була застосована і військова сила — починаючи з 11 січня 1991 року радянськими частинами були зайняті Будинок друку у Вільнюсі, телевізійні центри і вузли в містах, інші громадські будівлі (т. зв. «партійна власність»). 13 січня радянські війська штурмом взяли телевежу у Вільнюсі, зупинивши республіканське телемовлення. Місцеве населення здійснювало масову протидію, в результаті чого загинуло 13 осіб, десятки отримали поранення.
16 січня Верховна Рада Литовської РСР видала Постанову «Про опитування жителів Литовської Республіки» (уточнивши його потім постановою від 18 січня 1991 року), згідно з якою в Литві мало пройти всенародне опитування з питання незалежності республіки, вже проголошеної 11 березня минулого року. Це було розцінено Президентом СРСР як намір блокувати виконання в республіці рішень про проведення всесоюзного референдуму щодо збереження СРСР. Він назвав це опитування і спроби оголосити його «плебісцитом про майбутнє Литовської держави» — юридично недійсними. Участь у всесоюзному референдумі було блоковано місцевою владою і відбулося тільки на виборчих дільницях, організованих в обмеженій кількості в будівлях, контрольованих до того моменту силовими органами Центру.
9 лютого було проведене всенародне опитування (або ж «виборча консультація») з питання незалежності Литви. У ньому взяло участь 84 % виборців, 90,4 % з них висловилися за незалежну демократичну Литовську Республіку. На цій підставі 12 лютого Ісландія визнала факт декларованої раніше незалежності Литви..
11 березня 1991 Комуністична партія Литви утворила Комітет національного порятунку Литви, на вулицях було введено армійське патрулювання. Однак реакція світової громадськості і посилення впливу демократичних сил в Росії унеможливили подальші силові дії.
У ніч на 31 липня 1991 року невідомими (надалі було встановлено, що це були співробітники вільнюського і ризького загонів ОМОН) на контрольно-пропускному пункті в Мядінінкай (на кордоні Литви з Білоруською РСР) були розстріляні 8 його працівників.
Після серпневих подій 1991 року незалежність Литовської республіки була негайно визнана більшістю країн Заходу.

#### Естонія
В Естонській РСР у квітні 1988 року був утворений Народний Фронт Естонії на підтримку перебудови, який формально не ставив собі за мету вихід Естонії з СРСР, але став базою для її досягнення.
У червні-вересні 1988 року в Таллінні пройшли масові заходи, що увійшли в історію як «Співоча революція», на яких виконувалися пісні протесту, а також поширювалися агітаційні матеріали та значки Народного фронту:
- Нічні співочі свята на Ратушній площі і на Співочому полі, що пройшли в червні, під час проведення традиційних Днів Старого міста;
- Рок-концерти, що пройшли в серпні;
- Музично-політичний захід «Пісня Естонії», на якому за версією ЗМІ зібралося близько 300 000 естонців, тобто близько третини від чисельності естонського народу, що відбулося 11 вересня 1988 на Співочому полі. В ході останнього заходу дисидентом Трівімі Веллісте був публічно озвучений заклик до незалежності.

16 листопада 1988 року Верховна Рада Естонської РСР більшістю голосів прийняла Декларацію про суверенітет Естонії.

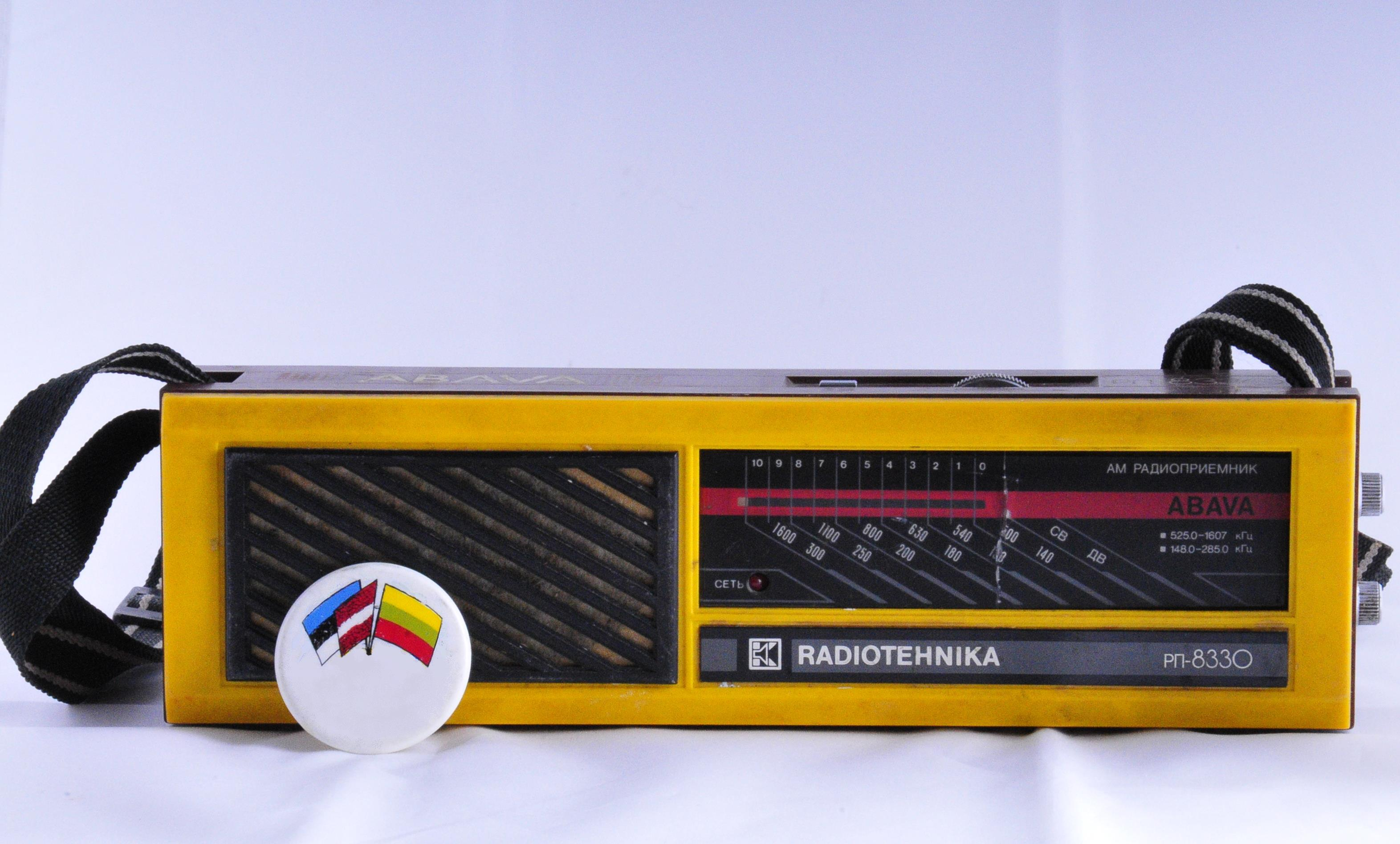
Люди, що прийшли на акцію Балтійський шлях, мали при собі переносні радіоприймачі для точного формування ланцюга за часом. Значки символізували єдність трьох держав в боротьбі за незалежність від Радянського Союзу

23 серпня 1989 року Народні фронти трьох балтійських республік провели спільну акцію під назвою Балтійський шлях.
12 листопада 1989 року Верховна Рада Естонської РСР прийняла Постанову «Про історико-правову оцінку подій, що мали місце в Естонії в 1940 році», яка визнала незаконною декларацію від 22 липня 1940 року про входження ЕРСР в Радянський Союз.
23 березня 1990 року Компартія Естонії вийшла зі складу КПРС.
30 березня 1990 року Верховна Рада ЕРСР прийняла постанову про державний статус Естонії. Заявивши, що окупація Естонської Республіки Радянським Союзом 17 червня 1940 роки не перервала де-юре існування Естонської Республіки, Верховна Рада оголосила державну владу Естонської РСР незаконною з моменту її встановлення і проголосила початок відновлення Естонської Республіки. Був оголошений перехідний період до формування конституційних органів державної влади Естонської Республіки.
3 квітня 1990 року Верховна Рада СРСР прийняла постанову № 1410-I «Про введення в дію Закону СРСР Про порядок вирішення питань, пов'язаних з виходом союзної республіки з СРСР», фактично оголошуючи юридично нікчемними декларації Верховних Рад прибалтійських республік про анулювання входження в СРСР і будь-які наступні рішення, що випливають з них.
8 травня того ж року Верховна Рада Естонської РСР прийняла закон про визнання недійсним найменування «Естонська Радянська Соціалістична Республіка». Також згідно з цим законом було припинено використання герба, прапора і гімну Естонської РСР як державних символів і відновлено дію Конституції Естонської Республіки 1938 року (де в статті 1 зазначено, що Естонія є самостійною і незалежною республікою).
15 травня з ініціативи робітників заводів союзного підпорядкування перед будівлею Верховної Ради зібрався мітинг, на якому представники російськомовного населення республіки зажадали скасування постанови ВР від 8 травня «Про державну символіку» і відставки керівників Естонської РСР. Пізніше натовп рушив до будівлі Верховної Ради і увірвався на її територію. Голова уряду Едгар Савісаар виступив по республіканському радіо до народу: «Люди Естонії … Представники Інтерруху і Об'єднаної ради трудових колективів атакують будівлю Верховної Ради… Відбувається спроба перевороту … Повторюю — нас атакують …». Тисячі естонців вийшли на захист свого уряду. Незабаром учасники штурму покинули будівлю парламенту, після чого члени загону самооборони «Кайтселійту» взяли під охорону урядові установи, пошту і радіо.
У ніч з 1 на 2 вересня члени організації «Кайтселійт» встановили прикордонні стовпи і шлагбаум на території Ленінградської і Псковської областей РРФСР, де проходила радянсько-естонська межа, закріплена Тартуським мирним договором у 1920 році.

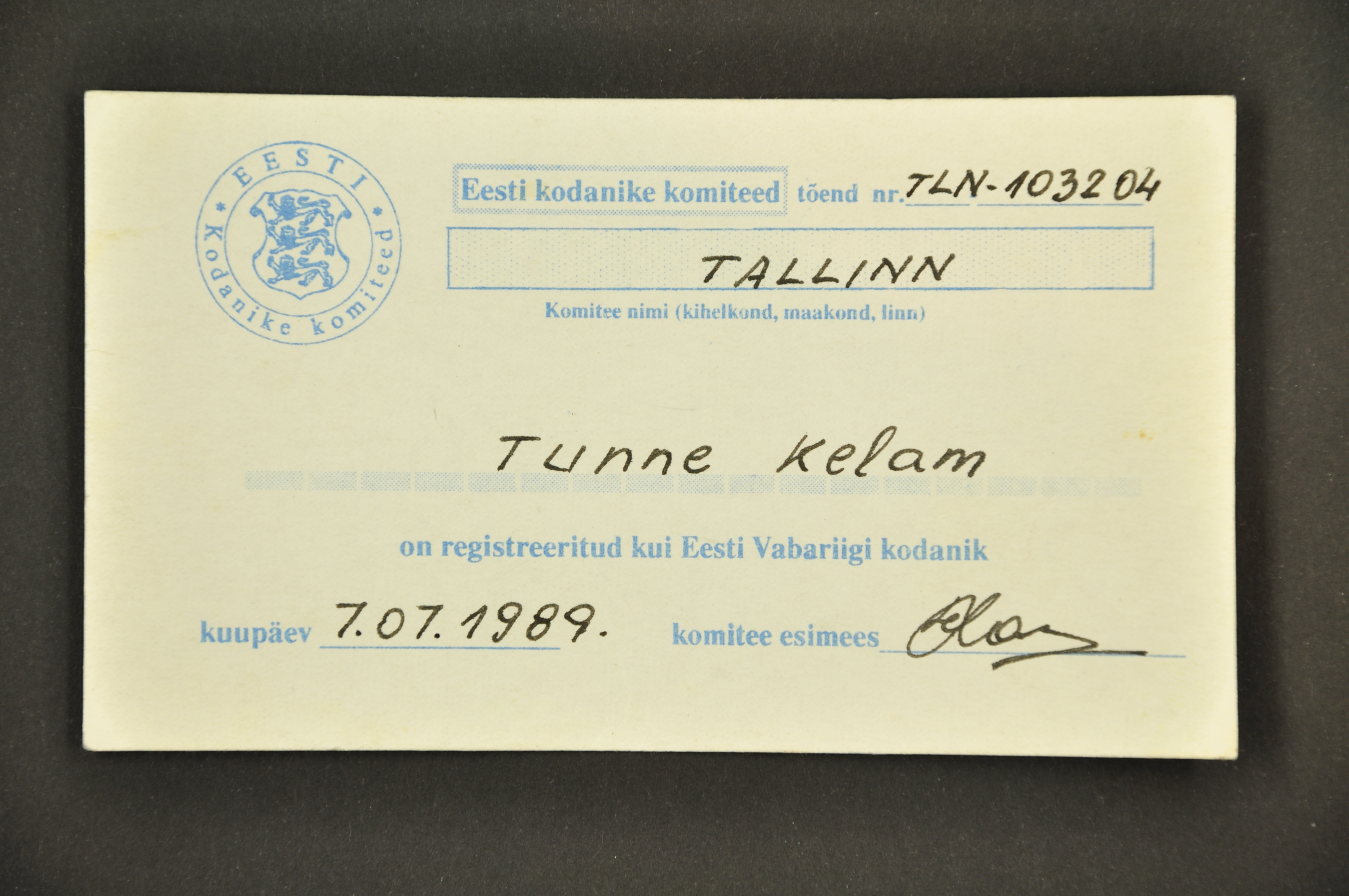
Реєстраційна картка про громадянство Естонії з 1989 року

12 січня 1991 року в ході візиту в Таллінн Голови Верховної Ради РРФСР Бориса Єльцина між ним і Головою Верховної Ради Естонської Республіки Арнольдом Рюйтелем було підписано «Договір про основи міждержавних відносин РРФСР з Естонською Республікою», в якому обидві сторони визнали одна одну суверенними державами і суб'єктами міжнародного права..
3 березня відбувся референдум з питання незалежності Естонської Республіки, в якому взяли участь лише правонаступні громадяни Естонської Республіки (переважно естонці за національністю), а також особи, які отримали так звані «зелені картки» Конгресу Естонії (умовою отримання картки була усна заява про підтримку незалежності Естонської Республіки. Було видано близько 25 000 карток, їх власникам згодом було надано громадянство Естонії). 78 % тих, хто проголосував підтримали ідею національної незалежності від СРСР.
20 серпня 1991 року парламент Естонії прийняв постанову «Про державну незалежність Естонії», а 6 вересня того ж року Державна Рада СРСР офіційно визнала незалежність Естонії.

#### Латвія
У Латвійській РСР, в період 1988—1990 років, відбувається посилення Народного Фронту Латвії, що виступав за незалежність, наростає боротьба з Інтернаціональним фронтом трудящих Латвійської РСР, який виступав за збереження членства в СРСР.
4 травня 1990 року Верховна Рада Латвійської РСР прийняла Декларацію про відновлення незалежності Латвійської Республіки. 3 березня 1991 року декларація була підкріплена всенародним опитуванням. Через 5 місяців, 21 серпня Верховна Рада Латвії прийняла конституційний закон «Про державний статус Латвійської Республіки», який остаточно підтвердив незалежність держави.
Особливістю відділення Латвії та Естонії є те, що, з метою отримання контролю на своїй території в умовах порівняно невеликої відносної більшості титульного населення, республіканське громадянство було надано лише тим особам, які проживали в цих республіках на момент їх приєднання до СРСР та їхнім нащадкам.

### Процес відділення Грузії

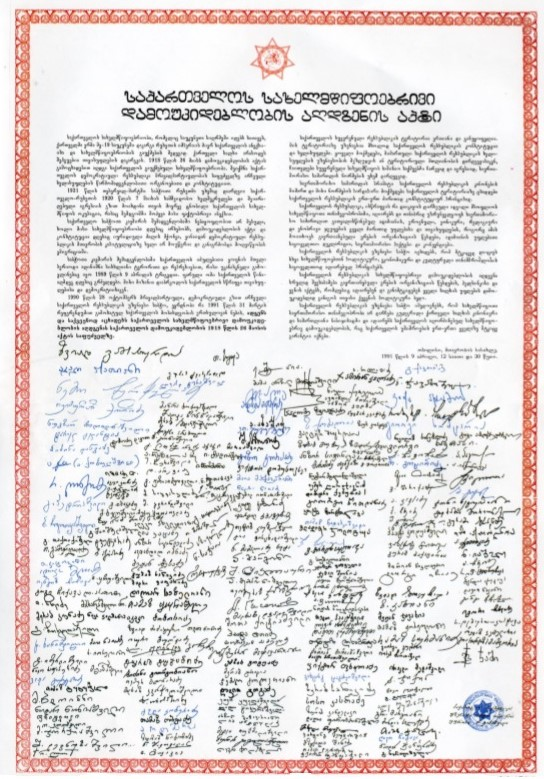
Акт про відновлення державної незалежності Грузії, 1991 рік

Починаючи з 1989 року в Грузії виникає рух за вихід зі складу СРСР, який посилюється на тлі розростання грузино-абхазького і грузино-осетинського конфліктів. 9 квітня 1989 року в Тбілісі відбуваються зіткнення з військами, в результаті яких загинули 16 осіб. З подій 9 квітня розпочався процес консолідації грузинського суспільства навколо ідей національної незалежності, відновлення грузинської державності.
9 березня 1990 року сесія Верховної Ради Грузинської РСР ухвалила постанову «Про гарантії захисту державного суверенітету Грузії» в якому оголосила, що введення військ Радянської Росії в Грузію в лютому 1921 року і заняття її території були з правової точки зору військовим втручанням (інтервенцією) і окупацією з метою повалення існуючого політичного ладу (Грузинської Демократичної Республіки), а з політичної точки зору фактичною анексією. Засуджуючи «окупацію і фактичну анексію Грузії Радянською Росією як міжнародний злочин», ВР оголосила, що прагне до анулювання наслідків порушення Договору від 7 травня 1920 року для Грузії і до відновлення прав Грузії, визнаних Радянською Росією цим договором. Також було оголошено про початок переговорів щодо відновлення незалежної Грузинської держави, оскільки Договір про утворення СРСР, на думку депутатів, «був по відношенню до Грузії незаконним».
28 листопада 1990 року в ході виборів була сформована Верховна Рада Грузії на чолі зі Звіадом Гамсахурдіа, який пізніше (26 травня 1991 року) був обраний президентом на всенародному голосуванні. 15 листопада 1990 року парламент прийняв постанову про перейменування Грузинської РСР в Республіку Грузія.
31 березня 1991 року в ГРСР відбувся референдум щодо відновлення незалежності Грузії, на якому за висунуте питання проголосувало 98,93 % учасників референдуму. 9 квітня в 12 годині 30 хвилин Верховна Рада країни прийняла Акт про відновлення державної незалежності Грузії. Вона стала п'ятою з союзних республік, що оголосили незалежність ще до серпневих подій (ГКЧП).

### Процес відділення Азербайджану
У 1988 році в Азербайджані сформувався Народний фронт Азербайджану, який став на чолі азербайджанського національного руху і особливо посилився на тлі карабаського конфлікту. 23 вересня 1989 року Верховна Рада Азербайджанської РСР прийняла Конституційний закон про суверенітет Азербайджанської РСР. 29 грудня того ж року в Джалілабаді активісти Народного фронту захопили будівлю міськкому партії, при цьому десятки людей були поранені. 31 грудня на території Нахічеванської АРСР натовп зруйнував держкордон з Іраном. Майже 700 км кордону було знищено.

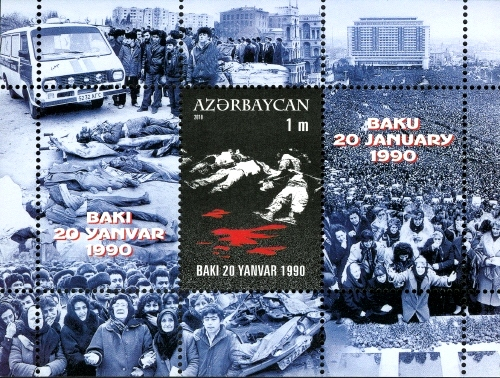
Марка Азербайджану, присвячена подіям чорного січня

Тисячі азербайджанців перетнули річку Аракс, натхнені першою за довгі десятиліття можливістю братання з своїми співвітчизниками в Ірані. 10 січня 1990 Президія Верховної Ради СРСР прийняла постанову «Про грубі порушення закону про державний кордон СРСР на території Нахічеванської АРСР», рішуче засудивши подію 11 січня 1990 року група радикально налаштованих членів Народного фронту штурмом взяла кілька адміністративних будівель і захопила владу в місті Ленкорань, скинувши радянську владу. 19 січня надзвичайна сесія Верховної Ради Нахічеванської АРСР прийняла постанову про вихід Нахічеванської АРСР з Союзу РСР і оголошення незалежності.
В ніч з 19 на 20 січня 1990 радянська армія штурмувала Баку з метою розгрому Народного фронту і порятунку влади Комуністичної партії в Азербайджані..
30 серпня 1991 Верховна Рада Азербайджанської РСР прийняла Декларацію «Про відновлення державної незалежності Азербайджанської Республіки», а 18 жовтня був прийнятий Конституційний акт «Про державну незалежність Азербайджанської Республіки». 10 вересня було проведено Надзвичайний з'їзд Комуністичної партії Азербайджану, на якому приймається рішення про розпуск компартії.
29 грудня пройшов референдум про державну незалежність Азербайджану (вже після того, як Азербайджан підписав алматинський протокол до Біловезької угоди щодо припинення існування СРСР і після того, як Рада Республік Верховної Ради СРСР прийняла декларацію про визнання цієї угоди), на якому за незалежність проголосувало 99,58 % учасників референдуму.

### Молдова
У Молдові специфіка ідеологічної спрямованості національного руху полягала у проголошенні тези про ідентичність молдовської і румунської мов і в закликах до об'єднання Молдови і Румунії. У травні 1989 року був створений Народний фронт Молдови, який об'єднав в собі ряд націоналістичних організацій. 23 червня Верховна Рада Молдавської РСР затвердила Висновок спеціальної комісії по пакту Молотова — Ріббентропа, в якому створення Молдавської РСР було оголошено незаконним актом, а Бессарабія і Північна Буковина — окупованими румунськими територіями. На підставі Висновку 31 липня президія Тираспольської міської ради проголосила, що якщо Молдавська РСР була створена незаконно, то лівобережжя Дністра також було незаконно в неї включено, і президія «не вважає себе зв'язаною якими-небудь зобов'язаннями перед керівництвом Молдови».
7 листопада Народний фронт Молдови зірвав проведення військового параду в Кишиневі, а 10 листопада був здійснений штурм будівлі МВС республіки, в ході якого постраждали кілька співробітника МВС і прихильників НФМ.

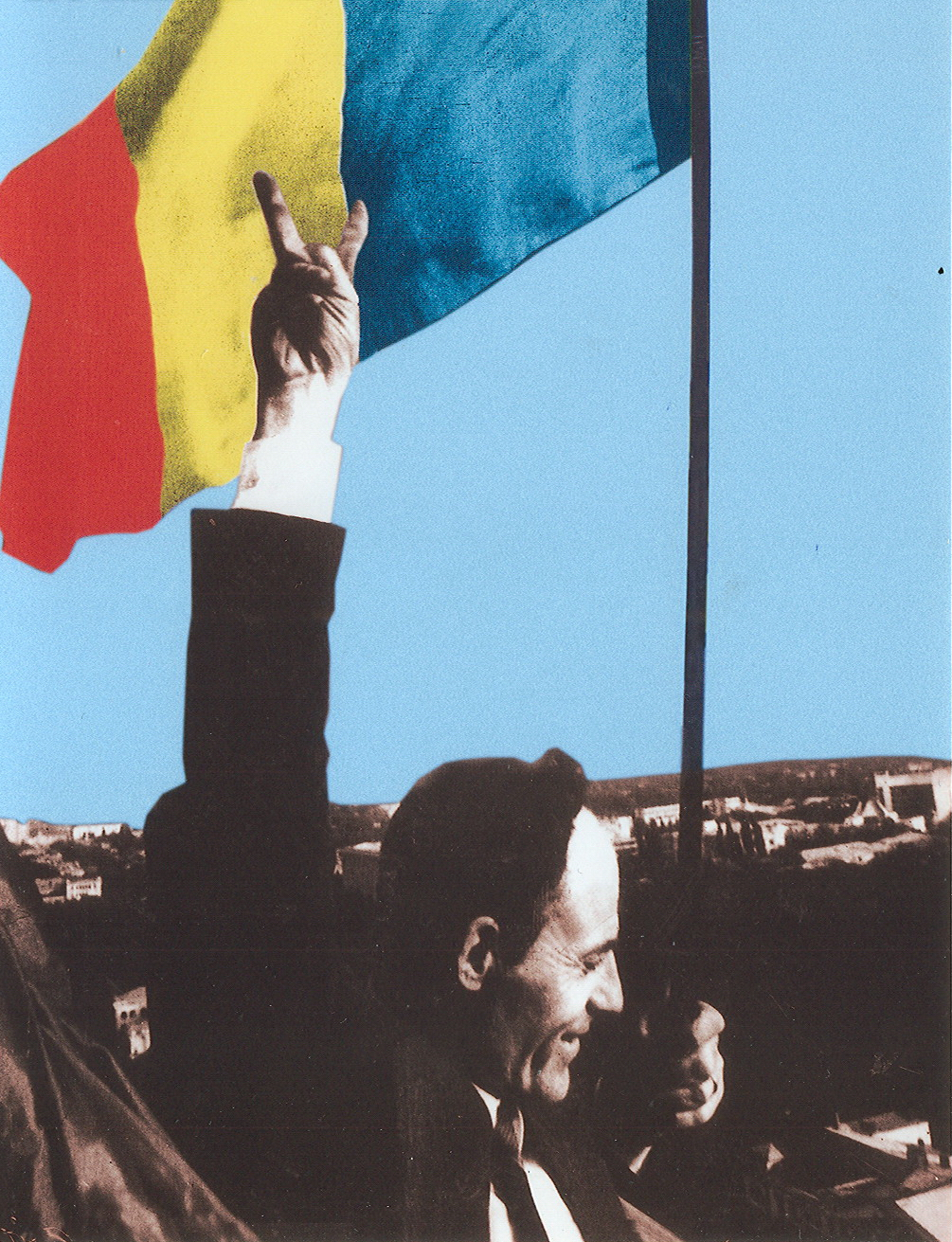
Георге Гімпу замінює прапор МРСР (нині державний прапор в невизнаному Придністров'ї) на прапор Румунії (прапор у Молдови того ж забарвлення, але з національним гербом) над парламентом МРСР, 27 квітня 1990 року.

Зростання молдавського націоналізму, проголошення курсу на вихід з СРСР і заклики до об'єднання з Румунією, введення прапора на кшталт румунського триколора як державного, позбавлення державного статусу російської мови і переклад молдавської на латинський алфавіт — викликали негативну реакцію у жителів південної і східної Молдови. 12 листопада відбувся Надзвичайний з'їзд представників гагаузького народу, на якому була проголошена Гагаузька АРСР у складі Молдови, але Президія парламенту республіки скасувала рішення Надзвичайного з'їзду, назвавши їх антиконституційними.
Слідом за цим у кінці 1989 — на початку 1990 року в Придністров'ї був проведений референдум щодо незалежності регіону. 2 вересня 1990 року на II Надзвичайному з'їзді депутатів всіх рівнів Придністров'я була проголошена Придністровська Молдавська РСР. Обидві держави не були визнані керівництвом СРСР.
6 травня 1990 року уздовж всієї річки Прут, що розділяє Молдову і Румунію, відбулася акція «Міст квітів», в ході якої жителі Румунії перетнули радянсько-румунський кордон без пред'явлення будь-яких документів. Друга акція подібного роду сталася 16 червня 1991 року, коли жителі Молдавської РСР перетнули кордон в бік Румунії.
23 червня 1990 року Верховна Рада РСР Молдова прийняла декларацію про суверенітет. 19 серпня відбувся I З'їзд народних депутатів — гагаузів, обраних до Рад різних рівнів, на якому була прийнята «Декларація про свободу і незалежність гагаузького народу від Республіки Молдова», проголосивши Республіку Гагаузія у складі СРСР. 21 серпня на надзвичайному засіданні Президії Верховної Ради Молдови рішення щодо проголошення республіки було визнано незаконним, а проведення з'їзду депутатів — антиконституційним. У жовтні в Гагаузії були оголошені вибори в неконституційний орган — так звану Верховну Раду Гагаузії. Прем'єр-міністр Молдови Мірча Друк 25 жовтня, з метою зірвати вибори направив в Комрат («Похід на Гагаузію») автобуси з волонтерами в супроводі міліції. У Гагаузії розпочалась мобілізація, проте прибуття частин Радянської Армії запобігло кровопролиття.
27 серпня 1991 року Верховна Рада Молдови прийняла Декларацію про незалежність і визнала незаконним встановлений в 1940 році кордон з Україною.
Населення східної та південної Молдови, прагнучи уникнути інтеграції з Румунією, оголосило про невизнання незалежності Молдови від СРСР і проголосило утворення двох нових республік, які виявили бажання залишитися в СРСР. Першою про відділення від Молдови оголосила ГССР, яка пізніше після розпаду СРСР поміняла свою назву на Республіка Гагаузія. Наступного дня в знак солідарності з гагаузами про вихід із складу Молдови оголосила так само і ПМССР, яка теж пізніше в ході референдуму після розпаду СРСР поміняла свою назву на ПМР.

### Декларація про державний сувернітет РРФСР
12 червня 1990 Перший З'їзд народних депутатів РРФСР прийняв Декларацію про державний суверенітет РРФСР. Декларація затвердила пріоритет Конституції і Законів РРФСР над законодавчими актами СРСР. Серед принципів декларації були:
- Державний суверенітет, забезпечення кожному невід'ємного права на гідне життя, визнання загальновизнаних норм міжнародного права в галузі прав людини;
- Норми народовладдя: визнання носієм суверенітету і джерелом державної влади багатонаціонального народу Росії, його права на безпосереднє здійснення державної влади, виключне право народу на володіння, користування і розпорядження національним багатством Росії; неможливість зміни території РРФСР без волевиявлення народу, вираженого шляхом референдуму;
- Принцип забезпечення за всіма громадянами, політичними партіями, громадськими організаціями, масовими рухами і релігійними організаціями рівних правових можливостей брати участь в управлінні державними і громадськими справами;
- Поділ законодавчої, виконавчої та судової влади як найважливіший принцип функціонування правової держави в РРФСР;
- Розвиток федералізму: істотне розширення прав усіх регіонів РРФСР.

### «Парад суверенітетів» в автономних республіках і областях РРФСР
6 серпня 1990 року голова Верховної Ради РРФСР Борис Єльцин зробив в Уфі заяву: «беріть стільки суверенітету, скільки зможете проковтнути».
З серпня по жовтень 1990 року відбувається «парад суверенітетів» автономних республік і автономних областей РРФСР. Більшість автономних республік проголошують себе радянськими соціалістичними республіками в складі Росії. Зокрема 20 липня Верховна Рада Північно-Осетинської АРСР прийняла Декларацію про державний суверенітет Північно-Осетинської АРСР. Слідом за цим 9 серпня була прийнята Декларація про державний суверенітет Карельської АРСР, 29 серпня — Комі РСР, 20 вересня — Удмуртської Республіки, 27 вересня — Якутської-Саха РСР, 11 жовтня — Башкирської РСР-Башкортостану, 18 жовтня — Калмицької РСР, 22 жовтня — Марійської РСР, 24 жовтня — Чуваської РСР, 25 жовтня — Горно-Алтайської АРСР.

### Спроба відділення Татарстану
30 серпня 1990 року Верховна Рада Татарської АРСР прийняла Декларацію про державний суверенітет Республіки Татарстан. У декларації, на відміну від деяких союзних і майже всіх інших автономних російських (крім Чечено-Інгушетії) республік, не було вказано знаходження республіки ні в складі РРФСР, ні в СРСР і було оголошено, що як суверенна держава і суб'єкт міжнародного права вона укладає договори і союзи з Росією та іншими державами. В ході масового обвалу СРСР Татарстан з таким же формулюванням прийняв декларації і постанови про незалежність і входження в СНД, провів референдум, прийняв конституцію.
18 жовтня 1991 була прийнята Постанова Верховної Ради про державну незалежність Татарстану.
Восени 1991, при підготовці до підписання 9 грудня 1991 Договору про створення ССД як конфедеративного союзу, Татарстан знову оголосив про бажання самостійного вступу в ССД.
26 грудня 1991 року, у зв'язку з Біловезькою угодою про припинення існування СРСР і створення СНД, була прийнята Декларація про входження Татарстану в СНД на правах засновника.

### Чеченська революція

Прапор Конгресу

Влітку 1990 року група видних представників чеченської інтелігенції виступила з ініціативою проведення Чеченського національного з'їзду для обговорення проблем відродження національної культури, мови, традицій та історичної пам'яті. 23-25 листопада в Грозному пройшов Чеченський національний з'їзд, який обрав Виконавчий комітет на чолі з головою генерал-майором Джохаром Дудаєвим.
27 листопада Верховна Рада Чечено-Інгушської АРСР під тиском виконкому ЧНС і масових акцій прийняла Декларацію про державний суверенітет Чечено-Інгушської Республіки. 8-9 червня 1991 пройшла 2-я сесія Першого Чеченського національного з'їзду, який оголосила себе загальнонаціональним Конгресом чеченського народу. Сесія ухвалила рішення про позбавлення влади парламенту і проголосила Чеченську Республіку Нохчи-чо, а тимчасовим органом влади проголосила Виконком ЗКЧН на чолі з Джохаром Дудаєвим.
Події в Москві 19-21 серпня 1991 року стали каталізатором політичної обстановки в республіці. 19 серпня з ініціативи Вайнахської демократичної партії на центральній площі Грозного почався мітинг на підтримку російського керівництва, але після 21 серпня він став проходити під гаслами відставки Верховної Ради разом з його головою за «пособництво путчистам», а також перевиборів парламенту.
1-2 вересня 3-тя сесія ЗКЧН оголосив Верховну Раду Чечено-Інгушської Республіки позбавленою влади і передав всю владу на території Чечні Виконкому ЗКЧН. 4 вересня відбулося захоплення грозненського телецентру та будинку радіо. Голова Грозненського виконкому Джохар Дудаєв зачитав звернення, в якому назвав керівництво республіки «злочинцями, хабарниками, казнокрадами» і оголосив, що з «5 вересня до проведення демократичних виборів влада в республіці переходить в руки виконкому та інших загальнодемократичних організацій». У відповідь на це Верховна Рада оголосила з 00 години 5 вересня до 10 вересня надзвичайний стан в Грозному, але через шість годин Президія Верховної Ради скасувала надзвичайний стан.
6 вересня голова Верховної Ради Чечено-Інгушської АРСР Доку Завгаєв пішов у відставку, а в.о. голови став Руслан Хасбулатов. Через кілька день 15 вересня відбулася остання сесія Верховної Ради Чечено-Інгушської Республіки, на якій було ухвалене рішення про саморозпуск. Як перехідний орган була утворена Тимчасова Вища Рада, яка складалась з 32 депутатів.

### Проголошення суверенітету Білорусі

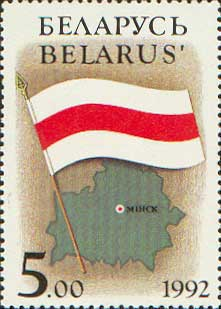
Прапор Білорусі на поштовій марці 1992 року

У червні 1988 року був офіційно заснований Білоруський народний фронт «Відродження». Серед засновників були представники інтелігенції, в тому числі письменник Василь Биков.
Оргкомітетом БНФ 19 лютого 1989 був проведений перший санкціонований мітинг з вимогою скасування однопартійної системи, що зібрав понад 40 тисяч осіб. Мітинг БНФ проти недемократичного характеру виборів 1990 року зібрав 100 тисяч осіб.
За підсумками виборів до Верховної Ради БРСР Білоруському народному фронту вдалося сформувати фракцію з 37 осіб в парламенті республіки.
Фракція БНФ стала центром об'єднання демократичних сил в парламенті. Вона ініціювала прийняття Декларації про державний суверенітет БРСР, запропонувала програму широкомасштабних ліберальних реформ в економіці. Дії БНФ користувалися підтримкою загальнореспубліканських незалежних профспілок, вирішальні голосування супроводжувалися численними демонстраціями на підтримку БНФ на Площі Леніна, перед будівлею парламенту Білорусі.
На відміну від прибалтійських республік і України, партійна еліта Білорусі в основному залишалася лояльною щодо центральної радянської влади і опиралася вимогам Білоруського народного фронту наданню Декларації про незалежність сили конституційного закону, створення інститутів державної влади, власної армії, валюти тощо.
Проте, після Серпневого путчу БНФ вдалося переконати комуністичну більшість надати Декларації силу конституційного закону, прийняти нову державну символіку і почати будувати інститути суверенної держави.

### Референдум 1991 року «про збереження СРСР в оновленому вигляді»
У березні 1991 року відбувся референдум, на якому проголосувало за «збереження СРСР як оновленої федерації рівноправних суверенних республік» близько 76 % від числа, що взяли участь у референдумі.
У шести союзних республіках (Литва, Естонія, Латвія, Грузія, Молдова, Вірменія), які раніше оголосили про незалежність або про перехід до незалежності, всесоюзний референдум фактично не проводився (владою цих республік були сформовані Центральні виборчі комісії, але загального голосування населення не було) за винятком деяких територій (Абхазія, Південна Осетія, Придністров'я), проте в інший час проводилися референдуми про незалежність.
З 185,6 мільйонів громадян СРСР з правом голосу у референдумі взяли участь 148,5 мільйонів осіб (80,0 % виборців). 145,82 млн (98,14 %) бюлетенів були визнані дійсними, 2,76 млн (1,86 %) — недійсними. На питання референдуму «Так» відповіли 113,5 млн осіб (77,85 %), «Ні» — 32,3 мільйони (22,15 %).
На основі концепції референдуму з урахуванням його результатів передбачалось створення 20 серпня 1991 року нового союзу — Союзу Суверенних Держав (ССД) як м'якої федерації.

### Підготовка нового Союзного договору
Ідея підписання нового договору між союзними республіками, на базі якого можна було б створити нову Конституцію СРСР, виникла ще в 1989 році. Поступово з'являлись проєкти створення замість СРСР конфедерації з різними назвами («співтовариство», «співдружність» тощо). У травні 1990 року розпочалась робота над концепцією та проєктами майбутньої угоди.
У грудні 1990 року на IV З'їзді народних депутатів СРСР поіменним голосуванням було ухвалене рішення про збереження федеративної держави зі старою назвою. На цьому ж з'їзді Н. А. Назарбаєв висунув ідею укладання республіками союзного договору без участі центру, що свідчило про рішення рухатись в напрямку до конфедерації.

Союзні республіки і Новоогарьовські переговори:
не брали участі в переговорах
підписали заяву 23 квітня 1991 року, але підписувати союзний договір відмовились
вели переговори до листопада 1991 року

Перший проєкт Договору про Союз Суверенних Держав був опублікований в газеті «Правда» 9 березня 1991 року, однак його обговорення відбувалось повільно.
Наприкінці 1990 — на початку 1991 року центральна влада в СРСР, попри спроби М. С. Горбачова зміцнити її, значно ослабла. У ситуації, що склалась, Горбачов вирішив апелювати до населення. Так, 17 березня 1991 року, в апогей кризи, був проведений референдум, в якому взяли участь 10 республік. На ньому 76,4 % учасників висловились за збереження Союзу, реформованого на демократичній основі. Влада Латвії, Литви, Естонії, Грузії, Молдавії та Вірменії відмовилась від проведення референдуму і в цих республіках він проходив з ініціативи окремих місцевих Рад та трудових колективів.
Користуючись результатами референдуму, після кількох невдалих спроб Горбачов 23 квітня розпочав процес розробки нового союзного договору. Робота над створенням та редагуванням документу відбувалась в підмосковній урядовій резиденції Ново-Огарьово. В ній брали участь юристи, працівники партійного апарату ЦК КПРС; сюди запрошувались і керівники союзних та автономних республік, часто приїздив і сам Горбачов. 19 травня в Ново-Огарьово з Горбачовим зустрічались Є. М. Примаков, О. М. Яковлєв, А. С. Черняєв, Г. Х. Шахназаров, В. І. Болдін, М. Я. Петраков та інші, які обговорювали концепцію договору до XXVIII з'їзду КПРС. Варіанти угоди неодноразово змінювались; спочатку планувалось підписати договір остаточно вже у вересні-жовтні того ж року.
24 липня Горбачов урочисто оголосив про те, що робота над союзним договором завершена і документ відкритий для підписання (хоча насправді він був поширений ІТАР-ТАРС лише 14 серпня). У порівнянні з попереднім варіантом договору, опублікованим наприкінці червня, цей проєкт був більш поблажливим стосовно республік, що свідчило про відстоювання ними своїх вимог в ході переговорів. Так, російська мова, залишившись «мовою міжнаціонального спілкування», переставала бути державною; очільники республіканського уряду могли брати участь у роботі союзного кабінету міністрів з правом вирішального голосу, а підприємства військово-промислового комплексу переходили під спільне управління Союзу та республік.
Остаточний текст майбутнього договору містив чимало неузгоджень. Невирішеним залишався один з найважливіших його пунктів — питання про союзні податки та збори. Проблеми викликав той факт, що формування бюджету Союзної держави визначалось в першу чергу рішеннями республік, що мали ввійти до неї, а це не сприяло формуванню загальносоюзної системи оподаткування. За пропозицією Єльцина, союзний бюджет мав формуватись за рахунок узгоджених з республіками фіксованих відрахувань з республіканських бюджетів, однак не уточнювалося, хто буде стягувати цей податок — союзні чи республіканські органи. В той же час, текст містив багато нечітких формулювань багатьох принципових положень, здатних викликати можливі двозначності та конфлікти. Не вирішувалось питання про самостійну зовнішню політику «суверенних держав», як-то можливість їх вступу до ООН чи відкриття власних посольств. Без вирішення залишалося й питання про статус тих шести республік, які не мали наміру підписувати союзний договір (тим часом, мусульманські республіки Середньої Азії, не ставлячи радянський центр до відома щодо своїх намірів, уклали між собою двосторонні угоди). Крім того, не було зрозуміло, чи переходили у повну власність республік природні ресурси, найбільш цінні й прибуткові з яких знаходилися на території РРФСР.

Карикатура на новий союзний договір

Новий проєкт союзного договору багато в чому був позбавлений абсолютної логіки. Так, прийнята в Ново-Огарьово процедура поетапного підписання договору призводила до безпрецедентної в світовій практиці ситуації, коли протягом тривалого часу на одній території мали співіснувати два державних утворення: Союз Радянських Соціалістичних Республік та Союз Радянських Суверенних Республік, з різним законодавством та навіть різними кордонами.
Новоогарьовський процес, який був відновлений восени 1991 року, відрізнявся від попереднього етапу зміною деяких політичних орієнтирів. Якщо колись Горбачов відкрито прагнув утримати в Союзі якомога більше республік (передусім, Україну), що спричинило недоліки попередніх проєктів договору, то тепер на порядку денному був вже сам факт укладення угоди. При цьому кількість республік, які пішли б на підписання договору, вже не була визначальною. Такий підхід був реалістичнішим, оскільки він дозволяв стабілізувати становище хоча б локально.
14 листопада відбулось чергове засідання Державної Ради СРСР в Ново-Огарьово, на якому були присутні представники семи республік. Дискусія розгорнулась навколо центрального питання щодо форми нового державного утворення. Це могла бути або одна союзна держава (на зразок СРСР), або союз окремих держав. Через чотири години переговорів було досягнуто домовленості про створення єдиної «конфедеративно-демократичної держави».
У цей час несподівано змінилась позиція Єльцина. До останнього він висловлював підтримку союзному договору, а вже 18 листопада заявив, що незадоволений переговорами в Ново-Огарьово, оскільки «довелось піти на більші компроміси, ніж потрібно було б». 25 листопада на зібранні Державної Ради СРСР Єльцин відмовився підписати вже узгоджений і підготовлений до розсилки в республіки союзний договір. Через два дні текст договору був опублікований в друкованих ЗМІ. Горбачов до останнього запевняв громадськість, що угоду таки буде підписано, однак це було безрезультатним.

### Серпневий путч ДКНС
Низка державних і партійних діячів зробили спробу збереження єдності країни, відому також як «Серпневий путч».
19 серпня 1991 група політиків з оточення Горбачова оголосила про створення Державного комітету з надзвичайного стану (ДКНС). Вони зажадали від президента, який знаходився на відпочинку в Криму, введення в країні надзвичайного стану або тимчасової передачі влади віцепрезиденту Геннадію Янаєву. Тільки дві союзні республіки — Азербайджанська і Білоруська РСР підтримали ДКНС, інші республіки — Латвійська, Литовська, Молдавська і Естонська РСР відкинули акти ГКЧП.
Після оголошення про створення ДКНС та ізоляції Горбачова в Криму, Єльцин очолив протидію ДКНС і перетворив Будинок Рад Росії в центр опору. Уже в перший день подій Єльцин, виступаючи з танка перед Білим домом, назвав дії ДКНС державним переворотом, згодом оприлюднив низку указів про невизнання дій ДКНС. 23 серпня Єльцин підписав указ про призупинення діяльності КП РРФСР, а 6 листопада — про припинення діяльності КПРС.
Поразка і саморозпуск ДКНС фактично привів до краху центральної влади СРСР, перепідпорядкування владних структур республіканським лідерам і прискоренню розпаду Союзу. Протягом місяця після путчу оголосили про незалежність одна за одною органи влади майже всіх союзних республік. Деякі з них для надання легітимності цих рішень провели референдуми про незалежність.
Негайно, у вересні 1991, західними країнами була масово визнана незалежність прибалтійських республік (яка ними була оголошена ще на початку 1990-го).
2 жовтня 1991 року на аеродромі Ювілейний (Байконур) пройшла зустріч керівників 12 республік СРСР (не були присутні лідери Латвії, Литви та Естонії).
18 жовтня 1991 року в Кремлі був укладений Договір про економічне співтовариство. Його підписали лідери восьми республік (крім Азербайджану, Грузії, Молдови та України) та М. С. Горбачов як президент СРСР. Учасниками договору визнавалися свобода виходу із товариства, приватна власність, свобода підприємництва і конкуренція. Договором дозволялося введення національних валют; передбачалося поділ золотого запасу СРСР, його алмазного і валютного фондів.
28 жовтня 1991 року на пост Голови Верховної Ради РРФСР обрано Руслан Хасбулатов.
6 листопада 1991 указом Президента РРФСР Б.Єльцина діяльність КПРС і Комуністичної партії РСФСР на території Росії була припинена.
14 листопада 1991 сімома республіками з дванадцяти (Білорусь, Казахстан, Киргизстан, Росія, Таджикистан, Туркменістан, Узбекистан) було ухвалене рішення щодо укладання договору про створення Союзу Суверенних Держав (ССД) як конфедерації зі столицею в Мінську. Підписання було намічено на 9 грудня 1991 року.

### Проголошення суверенітету республіками СРСР
| Республіка          | Перейменування    | Проголошення суверенітету | Проголошення виходу з СРСР | Незалежність де-юре |
| ------------------- | ----------------- | ------------------------- | -------------------------- | ------------------- |
| Естонська РСР       | 8 травня 1990     | 16 листопада 1988         | 8 травня 1990              | 6 вересня 1991      |
| Литовська РСР       | 11 березня 1990   | 26 травня 1989            | 11 березня 1990            | 6 вересня 1991      |
| Латвійська РСР      | 4 травня 1990     | 28 липня 1989             | 4 травня 1990              | 6 вересня 1991      |
| Азербайджанська РСР | 5 лютого 1991     | 23 вересня 1989           | 30 серпня 1991             | 26 грудня 1991      |
| Грузинська РСР      | 14 листопада 1990 | 26 травня 1990            | 9 квітня 1991              | 26 грудня 1991      |
| Російська РФСР      | 25 грудня 1991    | 12 червня 1990            | —                          | 26 грудня 1991      |
| Узбецька РСР        | 30 вересня 1991   | 20 червня 1990            | 31 серпня 1991             | 26 грудня 1991      |
| Молдавська РСР      | 5 червня 1990     | 23 червня 1990            | 27 серпня 1991             | 26 грудня 1991      |
| Українська РСР      | 24 серпня 1991    | 16 липня 1990             | 24 серпня 1991             | 26 грудня 1991      |
| Білоруська РСР      | 19 вересня 1991   | 27 липня 1990             | 25 серпня 1991             | 26 грудня 1991      |
| Туркменська РСР     | 27 жовтня 1991    | 22 серпня 1990            | 27 жовтня 1991             | 26 грудня 1991      |
| Вірменська РСР      | 24 серпня 1990    | —                         | 23 серпня 1990             | 26 грудня 1991      |
| Таджицька РСР       | 31 серпня 1991    | 24 серпня 1990            | 9 вересня 1991             | 26 грудня 1991      |
| Казахська РСР       | 10 грудня 1991    | 25 жовтня 1990            | 16 грудня 1991             | 26 грудня 1991      |
| Киргизька РСР       | 5 лютого 1991     | 15 грудня 1990            | 31 серпня 1991             | 26 грудня 1991      |

### Біловезька угода

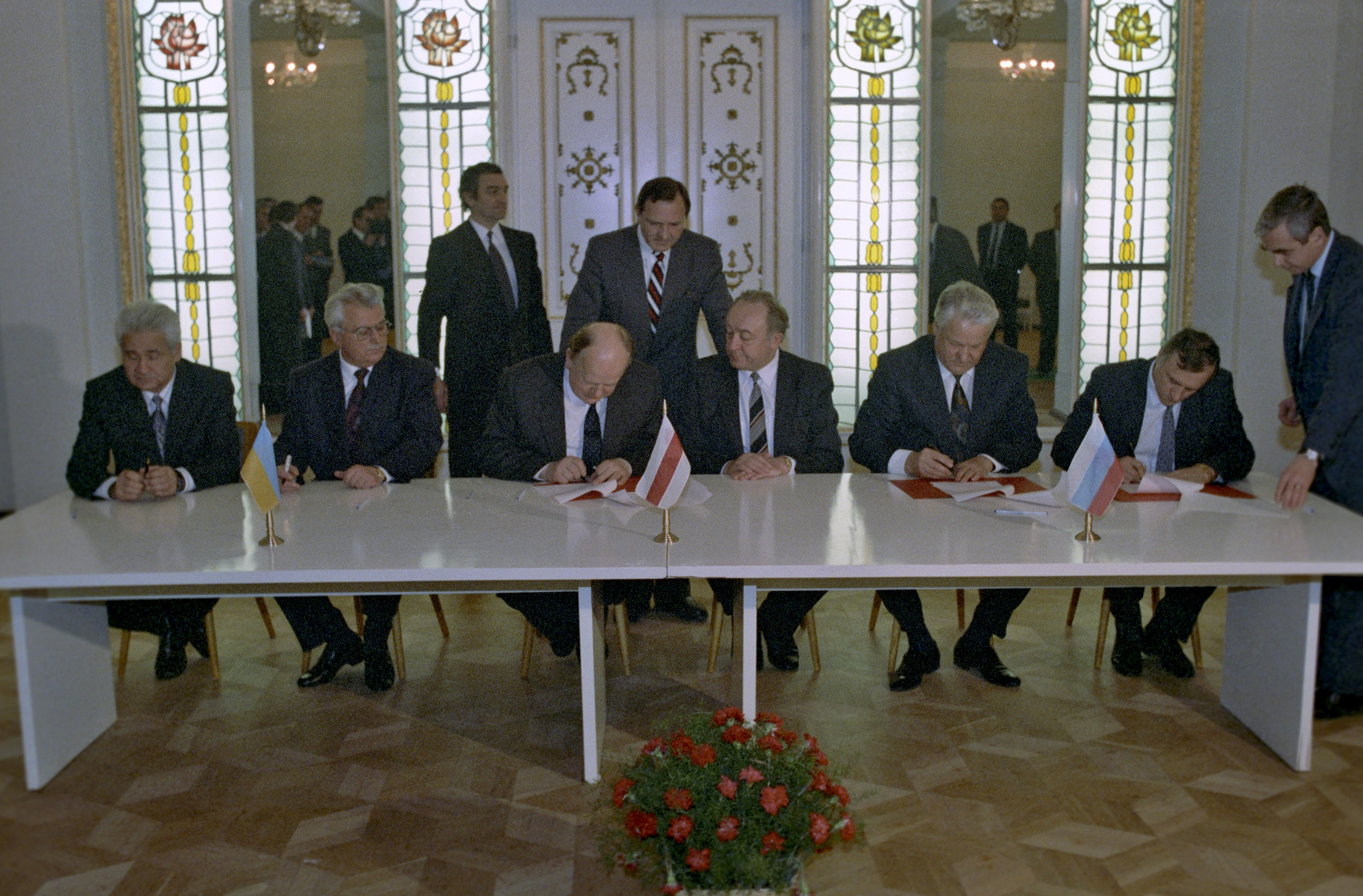
Леонід Кравчук (ліворуч), Станіслав Шушкевич (центр) та Борис Єльцин (2 праворуч) під час підписання угоди про створення СНД у Біловезькій пущі

8 грудня 1991 року глави трьох з чотирьох республік, засновників Радянського Союзу, — Білорусі, Росії та України, — зібравшись в Біловезькій пущі, констатували, що СРСР припиняє своє існування, оголосили про неможливість утворення Союзу Суверенних Держав і підписали Угоду про створення Співдружності Незалежних Держав. Підписання угоди викликало негативну реакцію Горбачова, однак після серпневого путчу реальної влади він вже не мав. За словами Бориса Єльцина, Біловезька угода не розпускала СРСР, а лише констатувала його фактичний до того моменту розпад.
10 грудня Верховна Рада України із застереженнями ратифікувала угоду про створення СНД. За ратифікацію проголосувало 288 депутатів. Відразу після цього відбулася телефонна розмова Кравчука з Шушкевичем, який в цей момент вів засідання Верховної Ради Білорусі. Після закінчення цієї розмови білоруські депутати поставили угоду на голосування. За ратифікацію проголосувало 263 депутати. Згадки про СРСР залишалися в Конституції Республіки Білорусь року аж до прийняття нової в березні 1994 року.
У той же день народні депутати СРСР Олександр Оболенський і Володимир Самарін почали збір підписів серед своїх колег за скликання надзвичайного VI З'їзду народних депутатів СРСР. Під зверненням до Президента і Верховної Ради СРСР з пропозицією скликати З'їзд підписалося 397 депутатів.
11 грудня Комітет конституційного нагляду СРСР виступив із заявою, що засуджує Біловезьку угоду. Повний текст заяви в пресі не був опублікований. Заява містила наступний висновок:
|  | Будь-які республіки не можуть приймати на себе вирішення питань, що стосуються прав та інтересів інших республік. З цієї точки зору констатація того, що "Союз РСР як суб'єкт міжнародного права і геополітична реальність припиняє своє існування" може розглядатися лише як політична оцінка ситуації і не має юридичної сили. Комітет конституційного нагляду звертає увагу на необхідність вирішувати всі питання відносин між державами і народами нашої країни на основі принципів конституційної законності, верховенства права, дотримання загальновизнаних міжнародних норм. |

Практичних наслідків ця заява не мала.
12 грудня Верховна Рада РРФСР під головуванням спікера парламенту Руслана Хасбулатова ратифікувала Біловезьку угоду, а також ухвалила рішення про денонсацію РРФСР союзного договору 1922 року (ряд юристів вважає, що денонсація цього договору була безглуздою, оскільки він втратив силу в 1924 році з прийняттям першої конституції СРСР) і про відкликання російських депутатів з Верховної Ради СРСР. Внаслідок відкликання депутатів, Рада Союзу позбулася кворуму.

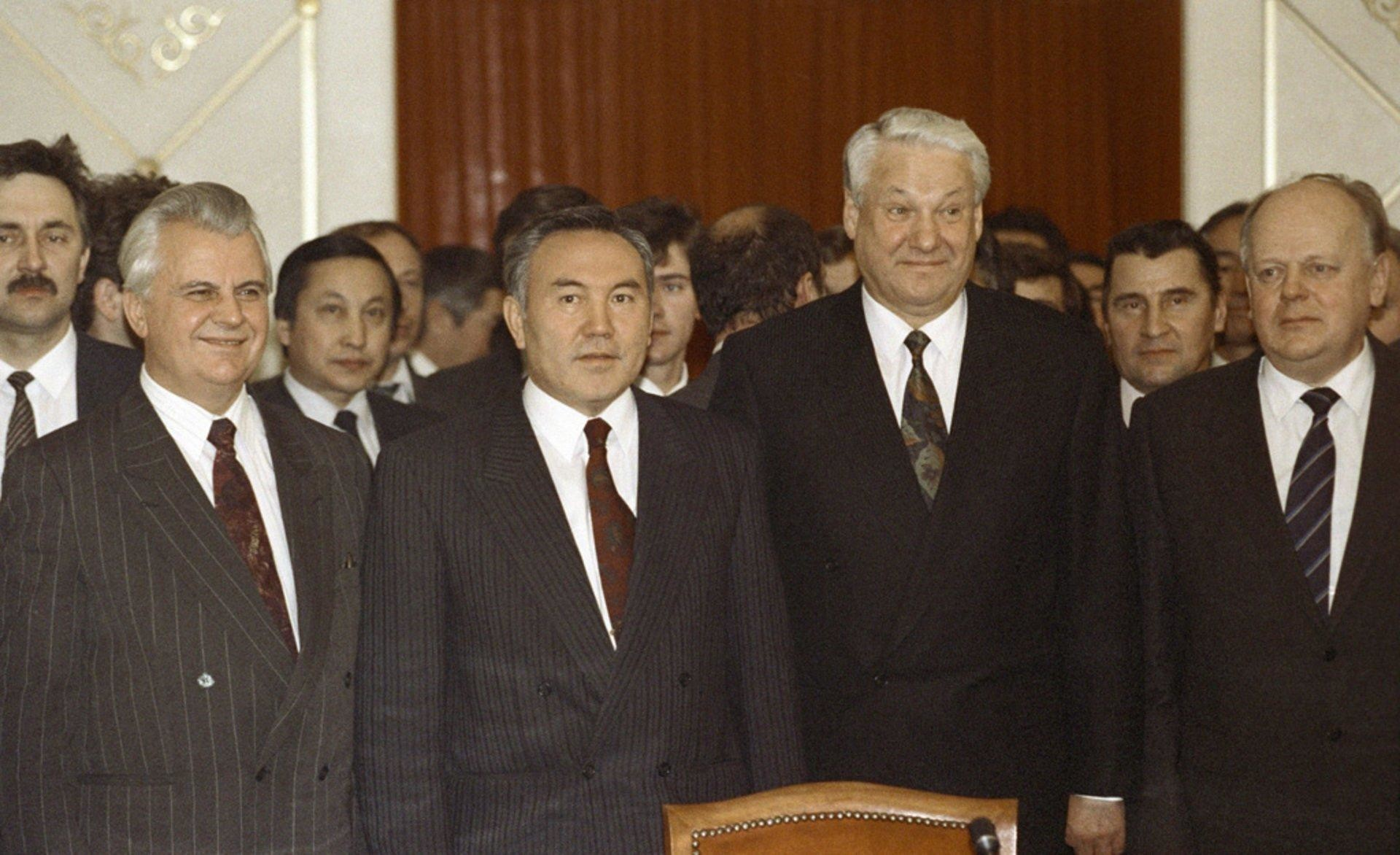
Лідери країн СНД на Алма-Атинській зустрічі

Ряд членів російського парламенту відзначали, що, згідно зі статтею 104 діючої на той момент Конституції РРФСР для ратифікації угоди необхідно було скликати парламент — З'їзд народних депутатів РРФСР, оскільки угода зачіпала державний устрій республіки як частини Радянського Союзу і тим самим тягло за собою зміну російської конституції. Слід зазначити, що формально Росія і Білорусь не проголошували незалежність від СРСР, а лише констатували факт припинення його існування..
17 грудня голова Ради Союзу К. Лубенченко констатував відсутність кворуму на засіданні. Члени Ради Союзу провели збори народних депутатів СРСР. Збори ухвалили заяву в зв'язку з підписанням Біловезької угоди і ратифікацією його Верховними Радами Росії, Білорусі й України, в якій зазначено, що вважає ухвалені рішення про ліквідацію загальнодержавних органів влади та управління незаконними й що, вони не відповідають ситуації, яка склалася й життєвим інтересам народів СРСР. Збори депутатів також заявили, що в випадку подальшого ускладнення обстановки в країні залишають за собою право скликання в майбутньому З'їзду народних депутатів СРСР..
18 грудня Рада Республік прийняла декларацію, згідно з якою вона «сприймає з розумінням Угоду Республіки Білорусь, РРФСР і України про створення Співдружності Незалежних Держав і вважає її реальною гарантією виходу з гострої політичної та економічної кризи». Також в цій заяві зазначалося, що «неприпустимі антиконституційні дії по відношенню до Верховної Ради і Президента СРСР».
19 грудня, у зв'язку з ратифікацією угоди про створення СНД, президент РРФСР Борис Єльцин підписав постанову російського уряду про припинення діяльності МВС СРСР на території Російської Федерації.

### Остаточне припинення існування СРСР і ліквідація органів влади
Укладення угоди про створення СНД викликало суперечності  з приводу того, чи розпускала вона Радянський Союз, оскільки була підписана лідерами тільки 3 республік з 15. Будь-які сумніви відпали 21 грудня 1991 року, коли на зустрічі президентів у Алма-Аті (Казахстан) до організації приєдналося ще 8 республік: Азербайджан, Вірменія, Казахстан, Киргизстан, Молдова, Таджикистан, Туркменістан, Узбекистан.
Підписані керівниками колишніх радянських республік Алма-Атинська декларація і Протокол до Біловезької угоди підтвердили розпуск Союзу і формально заснували Співдружність. Учасники зустрічі також «прийняли» відставку Горбачова. Хоча сам Президент СРСР і не збирався офіційно залишати політичну сцену, він повідомив CBS News, що піде у відставку, як тільки побачить, що функціонування СНД є реальним.
Слід зазначити, що утворена організація була заснована не як конфедерація, а як міжнародна (міждержавна) організація, яка характеризується слабкою інтеграцією і відсутністю реальної влади в координуючих наднаціональних органів. Членство в цій організації було відкинуто прибалтійськими республіками, а також Грузією (вона приєдналася до СНД тільки в жовтні 1993 року і заявила про вихід з СНД після війни в Південній Осетії влітку 2008 року).

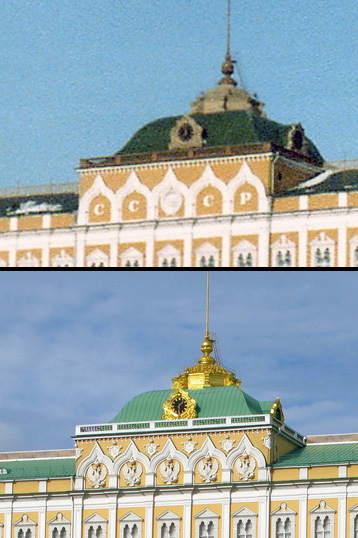
Відновлення історичної символіки на фасаді Великого Кремлівського палацу після розпаду СРСР

25 грудня Президент СРСР Михайло Сергійович Горбачов оголосив про припинення своєї діяльності на посаді президента СРСР «з принципових міркувань». Звернення останнього радянського лідера до народу почалося рівно о 19 годині за московським часом і транслювалось в прямому ефірі центрального телебачення. Того ж вечора Горбачов підписав указ про складання з себе повноважень Верховного Головнокомандувача радянських Збройних Сил і передав право на управління стратегічною ядерною зброєю президенту Росії Борису Єльцину. Сам Єльцин на цю церемонію не з'явився.
У своїх спогадах президент СРСР писав: "Мені передали, що президент Росії незадоволений моїм виступом, обурений і відмовляється прибути, як ми домовилися, в призначений час. Пропонує зустрітися «в нейтральному місці». Зустріч між головними високопосадовцями так і не відбулась, тому ядерний чемоданчик замість російського очільника отримав міністр оборони колишнього Радянського Союзу Євген Шапошников.
У той же день угода про створення СНД була ратифікована Верховною Радою Таджикистану. За тиждень до цього Горбачов зустрівся з Єльциним і визнав доконаний факт розпаду Радянського Союзу. 25 грудня Верховна Рада РРФСР прийняла закон про зміну юридичної назви країни з «РРФСР» на «Російську Федерацію», підтвердивши у цьому символічному рішенні суверенітет нової держави.
25 грудня, о 19:32 вечора за московським часом, після того, як Горбачов залишив Кремль, радянський прапор був спущений, а на його місці замайорів російський триколор. У своїх прощальних словах Горбачов прозвітував про внутрішні реформи і розрядку, але визнав: «стара система розвалилася, перш ніж нова встигла запрацювати». В той же день президент Сполучених Штатів Джордж Буш офіційно визнав незалежність 11 пострадянських республік, зокрема й України.
26 грудня сесія Ради Республік Верховної Ради СРСР, з якої на той момент не були відкликані тільки представники Казахстану, Киргизстану, Узбекистану, Таджикистану та Туркменістану, прийняла під головуванням народного депутата Казахської РСР А. Алімжанова декларацію № 142-Н про припинення існування СРСР у зв'язку з утворенням СНД. Наступного дня Єльцин перебрався в кремлівський кабінет. До кінця 1991 року залишилося лише декілька радянських інститутів, що не перейшли під контроль Росії. З 2 січня 1992 року і вони припинили свою діяльність.

## Правонаступництво СРСР
Остаточний розпад Радянського Союзу в грудні 1991 року привів до того, що залишились невирішеними питання міжнародних прав і обов'язків СРСР, фінансових зобов'язань колишнього Союзу, членства незалежних республік в ООН і, особливо хвилююче для США і країн НАТО, питання розповсюдження ядерної зброї серед нових держав, а саме України, Білорусі і Казахстану.
Початково всі колишні республіки розглядались як правонаступники СРСР. Даний тезис було закріплено в Договорі про економічне співтовариство від 18 жовтня і Меморандумі про взаєморозуміння щодо боргу Союзу РСР і його правонаступників іноземним кредиторам від 28 жовтня 1991. Такий статус був закріплений як в багатосторонніх договорах Росії та інших республік, так і в рішеннях СНД. Саме на таких принципах відбувся розподіл державної власності колишнього СРСР: майна, озброєнь, торгового і військово-морського флоту, різних підприємств і установ союзного підпорядкування.

### Розподіл фінансових зобов'язань СРСР
Одним із перших постало питання щодо зовнішнього державного боргу та активів Союзу РСР. Основи правового урегулювання були закріплені у відповідному договорі, підписаному у Москві 4 грудня 1991. Договір підписали СРСР і держави-наступники — нові незалежні держави, за винятком прибалтійських республік і Узбекистану. Сторони взяли на себе фінансові зобов'язання СРСР перед кредиторами, серед яких були як загальноприйняті суб'єкти міжнародного права, так і комерційні банки, компанії і фізичні особи.
Цей договір мав велике значення, оскільки, не прийнявши на себе зобов'язання СРСР з погашення зовнішнього боргу, держави-наступники не могли б розраховувати на встановлення нормальних зв'язків з державами-кредиторами, оскільки країни ЄС в Заяві від 16 грудня 1991 року одним з умов визнання колишніх республік СРСР і встановлення з ними дипломатичних відносин назвали «підтвердження домовленості про розподіл радянського зовнішнього боргу».
В результаті домовленостей було підтверджено наступні частки всіх колишніх радянських республік у зовнішньому боргу СРСР: Росія — 61,34 %; Україна — 16,37 %; Білорусь — 4,13 %; Казахстан — 3,86 %; Узбекистан — 3,27 %; Азербайджан — 1,64 %; Грузія — 1,62 %; Литва — 1,41 %; Латвія — 1,14 %; Молдова — 1,29 %; Киргизстан — 0,95 %; Вірменія — 0,86 %; Таджикистан — 0,82 %; Туркменістан — 0,70 %; Естонія — 0,62 %.
Однією з особливостей договору 4 грудня стало те, що в ньому вперше відносно нових суверенних держав було вжито терміни «правонаступництво держав», «держава-попередник», «держава-наступник» і «момент правонаступництва», закріплені у Віденській конвенції.
Проте, незважаючи на об'єктивність критеріїв при розподілі активів і пасивів СРСР, виник ряд спірних моментів. По перше, Литва, Латвія і Естонія відмовилися від участі в переговорах, оскільки не визнали себе правонаступниками. По-друге, Республіка Узбекистан виступила із зауваженнями відносно порядку розподілу голосів Міждержавної ради з нагляду за обслуговуванням боргу і використанням активів СРСР. Статут даного органу передбачав, що розподіл голосів повноважних представників Ради відбувається відповідно до часток сторін. Рішення приймається не менше ніж 80 % голосів членів. При подібному порядку голосування, Росія, яка мала 60 %, могла блокувати або проводити будь-яке вигідне їй рішення. Очевидно, що таке положення не задовольняло жодну суверенну державу.

### Членство Росії в ООН та інших міжнародних організаціях
Одним із наслідків розпаду Радянського Союзу стала проблема членства Росії й нових суверенних держав в Організації Об'єднаних Націй, зокрема в Раді Безпеки. Позиція міністра зовнішніх справ РРФСР Андрія Козирєва, який 12 грудня виступив на засіданні Верховної Ради Росії, полягала в тому, що членство в ООН буде колективно продовжене СНД, виходячи з того факту, що всі республіки є рівноправними правонаступниками СРСР.
Проте здійснення даної концепції в практичному плані виявилося досить проблематичним у зв'язку з особливим міжнародно-правовим положенням колишнього Союзу РСР. США і країни НАТО виступили за збереження єдиного безпечного контролю над стратегічним ядерним озброєнням, «зосередженого в руках однієї влади».
Під час свого візиту 15-16 грудня 1991 року, держсекретар США Джеймс Бейкер заявив, що «американська адміністрація виступає проти появи нових незалежних держав, які володіють ядерною зброєю і ядерними технологіями», і висловився на користь переходу в майбутньому статусу ядерної держави до Росії. Під час бесіди з президентом Борисом Єльциним американський дипломат також порушив питання «про можливість заняття нею місця в Раді Безпеки». США були зацікавлені в уникненні ситуації своєрідного «правового вакууму» у відносинах з колишньою світовою наддержавою.
Позиція західних країн стосовно статусу Росії не була єдиною. Частина дипломатів виступали за передачу місця СРСР в Раді Безпеки якій-небудь іншій країні, наприклад Німеччині або Японії. За словами представника СРСР в ООН Юрія Воронцова процес переходу від Радянського Союзу до Російської Федерації виявився доволі складним:
|  | Було багато пропозицій, щоб Російська Федерація вступала в ООН як новий член, і щоб вона не займала місце постійного члена Ради Безпеки, бо в Статуті ООН вона не значиться — в Статуті прописано Радянський Союз. Як тільки пішли такі розмови, то відразу виникли юридичні суперечки і питання про те, як бути. І ось протягом, я вам скажу, багатьох днів, мені доводилося тут розмовляти і з Генеральним секретарем, і з правовим департаментом. Аж до того, що Голова Генеральної Асамблеї того часу запросив думку Міжнародного суду. В Європу дзвонив, питав, як цю справу розглядати треба, чи може Генеральна Асамблея автоматично перевести місце Радянського Союзу до Росії. Слава Богу, Міжнародний суд відповів — між іншим, це відбувалося при мені, я був присутній при тій телефонній розмові — сказали, як ви вирішите в ООН, так і буде. |

Вирішення питання про членство колишнього Радянського Союзу в системі ООН та інших міжнародних організаціях продовжилось на Алма-Атинській зустрічі лідерів пострадянських держав. За ініціативи Росії Рада Голів держав СНД 21 грудня 1991 року ухвалила рішення, яким підтримала «Росію в тому, щоб вона продовжила членство СРСР в ООН, включаючи постійне членство в Раді Безпеки, та інших міжнародних організаціях». Даний документ підписали всі 11 країн зустрічі, за винятком Грузії та балтійських республік. Він вперше містив твердження про своєрідне «продовження» РРФСР членства Радянського Союзу.
Вже через 2 дні, 23 грудня країни Європейської Спільноти прийняли з цього приводу так звану «Заяву дванадцяти», в якій члени ЄС взяли до відома, що «міжнародні права і зобов'язання колишнього СРСР, включаючи права і зобов'язання за Статутом ООН, будуть продовжувати здійснюватися Росією».
Опираючись на дані заяви в сукупності з рішенням держав-учасниць Співдружності, 24 грудня 1991 російський президент Борис Єльцин офіційним посланням проінформував Генерального секретаря ООН Хав'єр Перес де Куельяра про те, що «членство Союзу Радянських Соціалістичних Республік в Організації Об'єднаних Націй, зокрема в Раді Безпеки, у всіх інших органах і організаціях системи ООН продовжується при підтримці країн СНД Російською Федерацією».
Лист також містив формулювання про те, що країна «в повній мірі зберігає відповідальність за всі права і зобов'язання СРСР відповідно до Статуту ООН». Того ж дня повідомлення було передане постійним радянським представником в ООН Юрієм Воронцовим генсеку організації. Про наступний хід подій існує тільки коротке інформаційне повідомлення МЗС РФ наступного змісту:
|  | Генеральний секретар направив текст послання всім членам ООН і, посилаючись на думку юридичного департаменту Секретаріату ООН, запропонував вважати, що це звернення носить повідомчий характер, констатує реальність, і не вимагає формального схвалення з боку ООН. Про згоду з таким підходом повідомили всі постійні члени Ради Безпеки та інші провідні країни, і з 24 грудня 1991 року Російська Федерація продовжила членство в ООН. |

Незважаючи на лаконічність офіційної позиції МЗС РФ питання про членство вирішувалося не «буденно і технічно», а в ході багатогодинних консультацій з Міжнародним судом ООН. Для підтвердження своєї позиції 26 грудня Міністерство додатково направило ноту на ім'я голови, яка, однак, в цілому повторювала зміст президентського листа. Аналогічні документи були направлені і в інші міжнародні організації, до яких входив СРСР, продовживши членство колишньої наддержави.
Перебравши на себе повноваження СРСР, Росія у ноті свого МЗС від 13 січня 1992 року вкотре заявила про «продовження здійснення прав та виконання обов'язків, що витікають з міжнародних договорів, укладених СРСР».

## Фінансове банкрутство СРСР
В кінці листопада 1991 союзний уряд опинився в скрутному фінансовому стані. В СРСР вже не було грошей на союзну армію, науку, культуру та інше. В інших республік, навпаки, ці гроші були. Як визнавав Б. Єльцин під час телефонної розмови з президентом США Дж. Бушем старшим від 30 листопада 1991:
…Я хочу сказати, що я зустрічався з Горбачовим і керівниками союзного уряду з питання бюджету, тому що бюджет на межі краху. У союзу немає грошей… У Росії, з іншого боку, бюджет з профіцитом. Так що тільки Росія може врятувати всю країну. Ми домовилися створити консолідований союзно-російський бюджет. Всі республіки погодилися дати гарантії по кредиту, який надасть Союзу одна Росія. Таким чином ми можемо підтримати Радянський Союз, щоб не збанкрутувати за нашими зобов'язаннями перед рештою світу. Так що Росія готова передати 60 мільярдів рублів в союзний бюджет
Економічний аналітик Андрій Ілларіонов підкреслює, що станом на 30 листопада загрози економічно-фінансового банкрутства СРСР не було, а була навпаки, домовленість між М. Горбачовим і Б. Єльциним про наступні кроки для запобігання цієї загрози:
 — Створення консолідованого союзно-російського бюджету,
 — Надання російського кредиту Союзу,
 — Передача 60 млрд руб. у вигляді вищезгаданого кредиту, або у вигляді додаткової дотації.
Однак цей план не був введений в дію, а навпаки — через два з половиною тижні, 18 грудня, СРСР був оголошений банкрутом. А через три з невеликим тижні, 25 грудня, М. Горбачов пішов з посади президента СРСР.
Колишній радник президента Росії А. Ілларіонов виказав впевненість, що з 11 до 25 грудня в дію був введений інший план — план банкрутства СРСР. Але також те, що ні цей план, ні його реалізація не мають нічого спільного зі здійсненою Єгором Гайдаром (під час подій міністр економіки і фінансів РРФСР) 15 років по тому операцією прикриття під назвою «Загибель імперії», за допомогою якої російську публіку вдалося легко переконати в фальсифікованій версії подій, що відбулися.

## Розпад СРСР з точки зору права
Законодавство СРСРСтаття 72 Конституції СРСР 1977 року визначала: «За кожною союзною республікою зберігається право вільного виходу з СРСР». Порядок реалізації цього права, закріплений законом, дотриманий не був, проте був легітимізований, головним чином, внутрішнім законодавством держав, що вийшли з СРСР, а також подальшими подіями, наприклад їх міжнародно-правовим визнанням з боку світової спільноти — всі 15 колишніх союзних республік визнаються світовим співтовариством як незалежні держави і представлені в ООН.

## Наслідки та їх оцінки
Україна
- Леонід Кравчук[101]: «Від рук Кремля загинули 16 млн українців — від Голодомору, війни, репресій. Для нас було важливо зупинити це, знищити Радянський Союз»

Росія
- В. Путін: Розпад СРСР — це найбільша геополітична катастрофа 20 століття

- В 2013 році радіостанція «Німецька хвиля» провела експертне опитування, згідно з яким —

- Вчений секретар Інституту російської історії РАН, автор ряду підручників з історії для середньої і вищої школи, доктор історичних наук Володимир Шестаков заявив:

Період у вітчизняній історії, що передує розпаду СРСР, так само як і самі події 1991 року висвітлюються в підручниках досить бідно. Однак на те є об'єктивні причини — досі немає фундаментальних досліджень і серйозних джерел
- Ректор МДІМВ, заступник голови Російського історичного товариства, кар'єрний чиновник-дипломат та фахівець з історії і культури країн Азії і Африки (тема дисертації: «Проблеми безпеки на Корейському півострові») академік РАН Анатолій Торкунов:Звичайно, дуже важко давати оцінку зовсім недавнім подіям. Але більш ніж двадцятирічний період, що минув після Біловезьких угод, дозволяє і детальніше, і більше аналітично про це написати, долаючи страхи здатися кон'юнктурним або неугодним комусь із представників влади

## Ностальгія
За даними опитування Соціологічної групи «Рейтинг», у вересні 2015 року про розпад СРСР шкодували 31 % громадян України, 56 % — не шкодували, 14 % — не визначилися. Найбільше про розпад Союзу шкодували малозабезпечені, малоосвічені та старші люди.